# Teatro del Mediterraneo della seconda guerra mondiale
Il teatro del Mediterraneo della seconda guerra mondiale comprese le campagne terrestri, navali e aeree combattute nel bacino del Mediterraneo e nei Paesi che vi si affacciano quali l'Italia, la Grecia e le isole dell'Egeo, la Francia meridionale e il Nordafrica, nel periodo compreso tra il giugno del 1940 e il maggio del 1945. La mole maggiore degli scontri fu sostenuta dalle forze italiane e tedesche, supportate da altre potenze dell'Asse, e sul fronte opposto dalle forze del Regno Unito, supportate dalle altre nazioni Alleate, quali alcuni Paesi del Commonwealth e, a seguito della loro entrata in guerra, anche dagli Stati Uniti.

## Le forze in campo

### Le potenze dell'Asse

#### Italia
L'Italia entrò in guerra il 10 giugno 1940 e, a quella data, le sue forze armate erano tanto numerose sul piano organico, quanto male organizzate e con armamenti tecnologicamente arretrati: il Regio Esercito presidiava capillarmente i territori coloniali, ma con una scarsa dotazione di truppe meccanizzate, il cui equipaggiamento era comunque privo di mezzi moderni, e le artiglierie erano risalenti alla prima guerra mondiale o anche prima; il totale delle truppe ammontava a 1 432 000 uomini, cifra che crebbe nel mese di luglio a 1 800 000, poi attestatasi a 1 600 000 uomini entro la fine dell'anno. Le divisioni di cui l'Italia disponeva erano 75, così ripartite: 45 di fanteria, 5 alpine, 3 corazzate, 3 celeri (miste di cavalleria e mezzi corazzati), 3 autotrasportabili, 9 autotrasportabili "tipo Africa Settentrionale", 2 motorizzate, 2 di fanteria libica e 3 della milizia; il grosso di queste unità si trovava nella penisola (55 divisioni, di cui 21 sulla frontiera con la Francia, 5 sulla frontiera con la Jugoslavia, 25 in riserva nell'Italia centrale, 2 in Sardegna e 2 in Sicilia), con altre truppe in Libia (la 5ª Armata in Tripolitania e la 10ª Armata in Cirenaica, con un totale di 14 divisioni e vari reparti autonomi), in Albania (il XXVI Corpo d'armata con 5 divisioni e vari reparti albanesi non indivisionati), nel Dodecaneso (una divisione) e in Africa Orientale Italiana (due divisioni, 29 brigate indigene e vari reparti minori). Le scorte di materie prime e di combustibile concedevano una limitata autonomia alle forze armate e una scarsissima capacità di reintegro, che metteva la macchina bellica italiana in grado di armare in modo moderno solo due divisioni dell'esercito all'anno.
Il Regio Esercito poteva disporre anche di un certo numero di reparti "stranieri", reclutati nelle regioni poste sotto dominazione italiana. Due divisioni di fanteria vennero costituite poco dopo lo scoppio del conflitto con i battaglioni di àscari libici già costituiti precedentemente; queste due divisioni vennero annientate dai britannici durante l'operazione Compass e non furono più ricostituite. Altri reparti libici comprendevano varie compagnie autonome di presidio, un battaglione di paracadutisti (il battaglione "Fanti dell'aria", prima unità di paracadutisti dell'esercito italiano) e diverse compagnie di Meharisti per il controllo delle zone desertiche meridionali.

La corazzata italiana Vittorio Veneto durante la battaglia di capo Teulada

A seguito dell'occupazione italiana del Regno di Albania nell'aprile del 1939, le unità albanesi vennero incorporate nelle forze armate italiane; nell'ottobre del 1940 (alla vigilia dell'attacco italiano alla Grecia), l'esercito italiano metteva in campo 6 battaglioni di fanteria albanesi, 2 battaglioni contraerei, 5 battaglioni di irregolari e 2 battaglioni di camicie nere albanesi, oltre a vari altri elementi locali arruolati nell'aeronautica e nella marina. Il comportamento delle truppe albanesi nel conflitto con la Grecia si dimostrò deludente, e dopo di esso il grosso delle truppe albanesi venne destinato a compiti di presidio e lotta ai partigiani in Kosovo e Macedonia.
La Regia Marina aveva una forte consistenza numerica, potendo contare, allo scoppio del conflitto, su 6 corazzate, 7 incrociatori pesanti, 12 incrociatori leggeri, 59 cacciatorpediniere, 71 torpediniere e 117 sommergibili, oltre ad altro naviglio minore (anche se va detto che al momento dell'entrata in guerra le corazzate di pronto impiego erano solamente due); nel corso del conflitto, a queste forze si aggiunsero anche una corazzata, 3 incrociatori leggeri, 13 cacciatorpediniere (di cui 7 di preda bellica francese o jugoslava) e 39 sommergibili (di cui 10 di preda bellica francese o jugoslava). La flotta italiana era moderna e competitiva sul piano internazionale, ma su di essa pesavano gravi difetti, dovuti soprattutto a scelte politiche e strategiche, come la mancanza di portaerei e di una vera e propria aviazione di marina, e la decisione di non dotare le unità di strumenti di rilevamento delle minacce come radar e sonar.
La Regia aeronautica aveva un adeguato numero di velivoli, potendo contare, allo scoppio del conflitto, su 783 bombardieri, 594 caccia e 426 ricognitori, destinato però a non aumentare, e anzi a ridursi progressivamente con l'aumento delle perdite, a causa dell'incapacità delle industrie italiane di assicurare una produzione massiccia al passo con le esigenze belliche. Inoltre la maggior parte di questi erano modelli di concezione superata se non del tutto obsoleti; quando infine vennero introdotti in servizio aerei di tipo moderno (come i caccia Macchi M.C.202 o Reggiane Re.2001), l'industria italiana riuscì a produrne solo quantitativi limitati. La presenza in servizio di modelli molto diversificati rendeva assai complicato il sistema logistico.

#### Germania

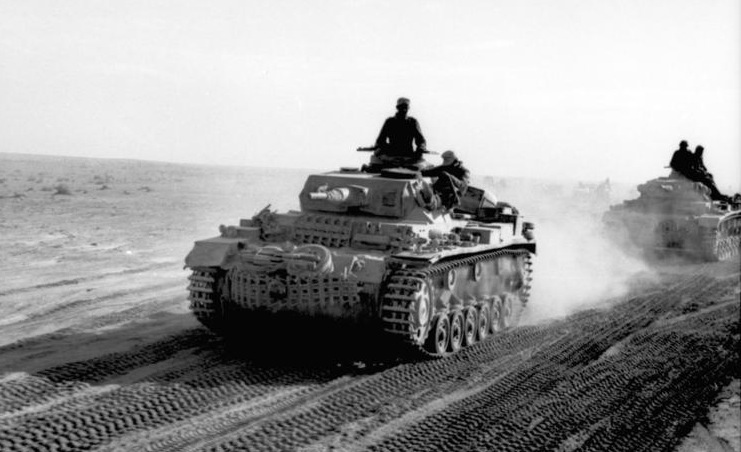
Colonna di Panzer III tedeschi appartenenti all'Afrikakorps

La Germania non riteneva il fronte del Mediterraneo un teatro strategico prioritario, avendo come asse privilegiato quello est-ovest, con lo scopo di conquistare a est gli enormi territori, ricchi di risorse naturali dell'Unione Sovietica e di sconfiggere a ovest il Regno Unito e la Francia; per tali ragioni, nessun particolare dispositivo militare tedesco era destinato al Mediterraneo all'inizio del conflitto. Tuttavia, l'evoluzione della situazione militare nel teatro e le sconfitte italiane in Africa, in Grecia e sul mare, fecero sì che ingenti unità della Wehrmacht venissero qui destinate. Pertanto, parecchie decine di U-Boot entrarono nel Mediterraneo e inflissero gravi perdite agli Alleati, ma con perdite altrettanto rilevanti tra i battelli. La Luftwaffe venne impiegata su Malta e in Africa settentrionale con il X corpo aereo fino al suo ritiro per essere impiegato in Unione Sovietica.

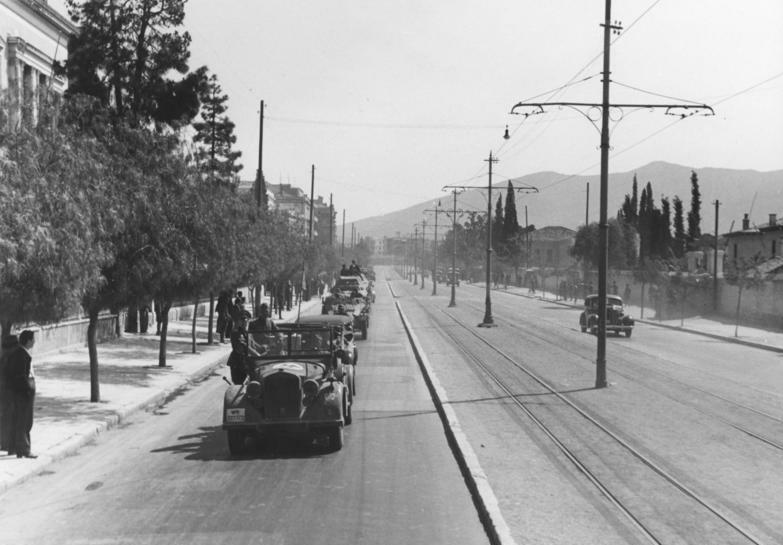
L'ingresso della 5ª divisione corazzata tedesca ad Atene il 27 aprile 1941

L'impiego dell'esercito tedesco nel settore del Mediterraneo iniziò a metà febbraio del 1941, quando il generale Erwin Rommel arrivò a Tripoli con il primo nucleo del Deutsches Afrikakorps (o DAK); composto inizialmente da due divisioni, il DAK venne progressivamente espanso con invii di nuove unità dalla Germania, venendo elevato al rango di armata corazzata (Panzerarmee Afrika) nel gennaio del 1942. Sul finire del 1942, l'ammontare delle forze tedesche schierate in Nordafrica venne ulteriormente accresciuto con la creazione in Tunisia della 5ª armata corazzata, comandata dal generale Hans-Jürgen von Arnim, a sua volta riunita con la Panzerarmee Afrika (dal febbraio del 1943 ridenominata 1ª Armata italiana) in un gruppo d'armate (Heeresgruppe Afrika) sotto il comando dello stesso Rommel; questa formazione fu poi sciolta dopo la sconfitta nella campagna tunisina.

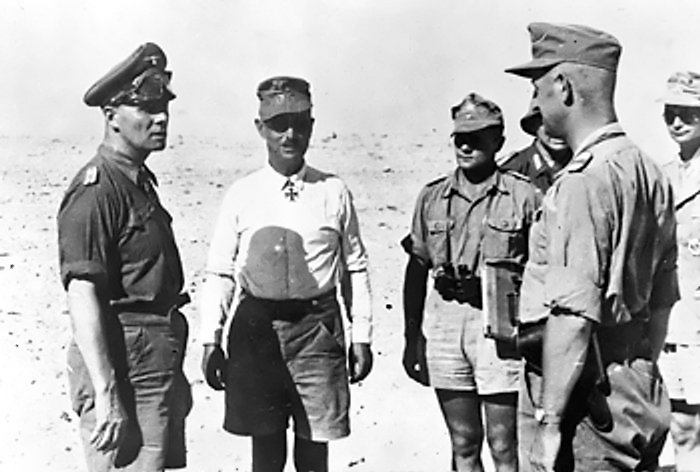
Il generale tedesco Erwin Rommel (a sinistra) sul fronte africano nel 1942

Truppe tedesche entrarono in azione nei Balcani nell'aprile del 1941, quando due armate, la 2ª, comandata dal generale Maximilian von Weichs, e la 12ª, comandata dal feldmaresciallo Wilhelm List, supportate dal VII corpo aereo della Luftwaffe invasero Jugoslavia e Grecia. La 12. Armee rimase poi come forza d'occupazione in Grecia fino alle ultime fasi del conflitto, venendo elevata al rango di gruppo d'armate (Heeresgruppe E) nel gennaio del 1943; in questa veste, l'unità prese parte alla campagna del Dodecaneso e all'eccidio di Cefalonia.
Le truppe tedesche presero parte alla campagna d'Italia fin dalle prime fasi in Sicilia, assumendo un ruolo centrale dopo la resa degli italiani; la principale unità tedesca responsabile delle operazioni nella penisola era l'Heeresgruppe C del feldmaresciallo Albert Kesselring, il quale controllava due armate, la 10ª, comandata dal generale Heinrich von Vietinghoff, e la 14ª, comandata dal generale Eberhard von Mackensen.
A seguito dell'occupazione della Francia di Vichy nel novembre del 1942, venne costituita una nuova formazione per presidiare i territori occupati: l'Heeresgruppe G era responsabile sia della difesa della costa atlantica francese, sia della costa mediterranea; quest'ultimo compito era affidato alla 19ª armata, comandata dal generale Fredrich Wiese, formazione costituita per lo più da unità di presidio o di seconda schiera.

### Gli Alleati

#### Regno Unito

Il generale inglese Bernard Montgomery, comandante dell'8ª armata britannica

Il Regno Unito poteva contare su grandi risorse umane e materiali, ma doveva sorvegliare i vastissimi territori dell'Impero britannico. Le principali unità navali britanniche dislocate nel Mediterraneo erano riunite nella Mediterranean Fleet di base ad Alessandria d'Egitto, a cui si aggiunse, dopo la sconfitta della Francia nel giugno del 1940, la Forza H di base a Gibilterra; queste due unità sostennero il peso maggiore degli scontri navali nel settore del Mediterraneo, dalla lotta per rifornire l'isola di Malta agli attacchi contro la flotta italiana e i convogli dell'Asse, per concludere con le grandi operazioni anfibie del periodo 1943-1944.

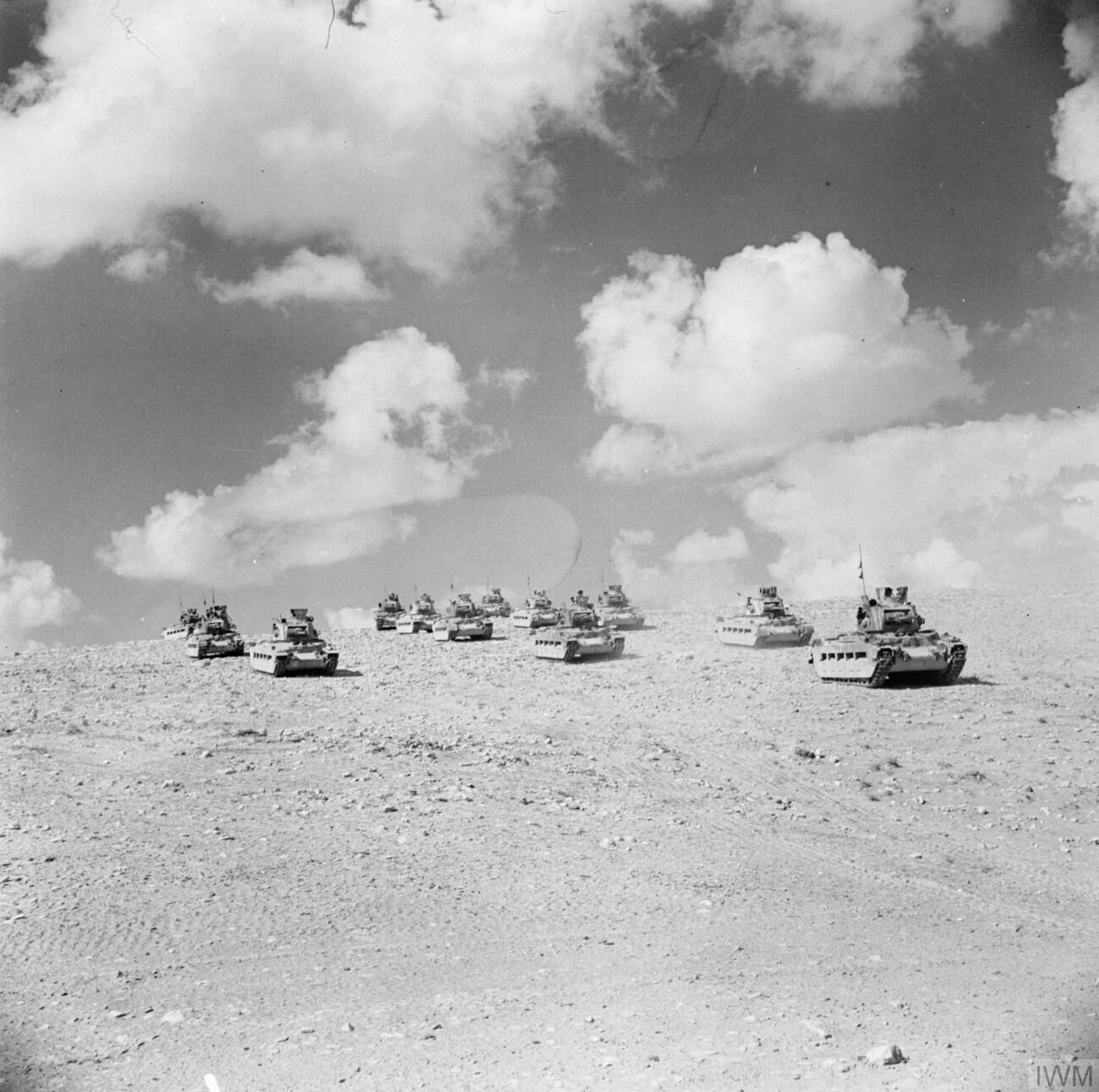
Formazione di carri armati britannici Mk II Matilda nei pressi di Tobruk

Unità terrestri e aeree britanniche vennero rilocate durante il conflitto nel teatro del Mediterraneo, salvo poi essere spostate in base alle necessità; l'unità dell'esercito britannico più impiegata sul teatro del Mediterraneo fu senza dubbio l'8ª armata britannica, erede della precedente Western Desert Force con base in Egitto; l'armata arrivò a comprendere diverse divisioni di fanteria e corazzate britanniche (la più famosa delle quali fu la 7th Armoured Division, distintasi nei combattimenti nel Nordafrica), ma anche svariate unità di forze speciali, spesso numericamente esigue, tra cui le più note furono lo Special Air Service, il Long Range Desert Group e il Popski's Private Army. L'8ª armata comprendeva anche un gran numero di truppe provenienti dai Dominion, che fornirono anche reparti aerei e navali.
Il Sudafrica inviò in Africa settentrionale due divisioni, la 1ª e la 2ª divisione fanteria, presenti alla seconda battaglia di El Alamein; la 1ª divisione fanteria venne trasformata poi in un'unità corazzata (6th South African Armoured Division), e in questa veste prese parte alla campagna d'Italia. Reparti della South African Air Force operarono in Africa settentrionale dall'aprile 1942 e gli squadroni 1, 12, 21 e 24 parteciparono da Malta all'invasione della Sicilia, mentre gli squadroni 25 e 30 fecero parte della Balkan Air Force.

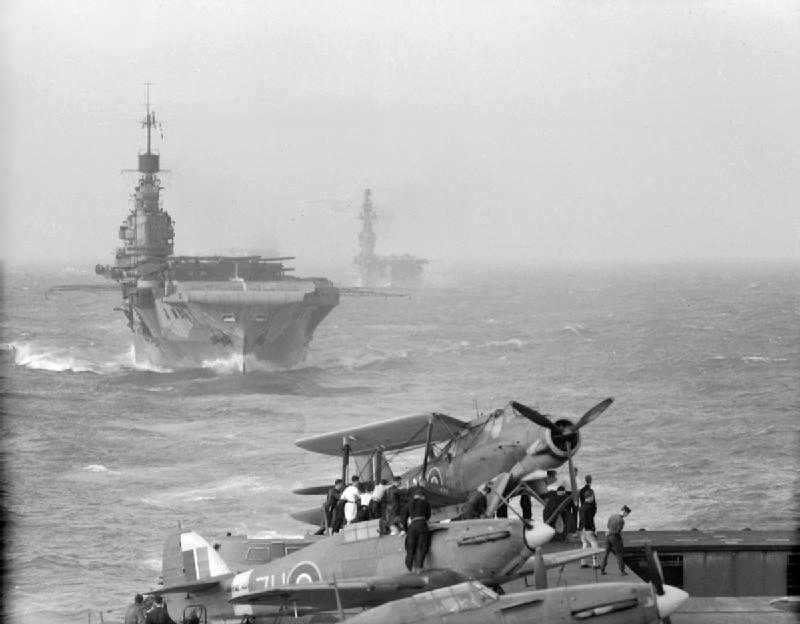
La portaerei britannica HMS Eagle, appartenente alla Forza H, di stanza a Gibilterra

L'Australia inviò due divisioni di fanteria (la 6ª e 9ª) in Africa settentrionale, unità che si distinsero durante l'operazione Compass, l'assedio di Tobruch, la campagna di Grecia e le battaglie di El Alamein; le truppe terrestri australiane vennero ritirate dal settore del Mediterraneo sul finire del 1942, per essere inviate sul fronte del Pacifico per difendere la loro madrepatria dalla minaccia giapponese. La Nuova Zelanda inviò nel Mediterraneo la sua 2nd New Zealand Division (al cui interno vi era un'unità, il 28th (Māori) Battalion, composta quasi interamente da indigeni maori), duramente impiegata in Grecia, a Creta, a El Alamein e nella campagna di Tunisia; trasformata in un'unità corazzata, prese poi parte alla campagna d'Italia fino alla conclusione delle ostilità. Unità navali australiane e neozelandesi vennero aggregate fin dall'inizio alla Mediterranean Fleet britannica, come nel caso dell'incrociatore HMAS Sydney che partecipò alla battaglia di Capo Spada.
Il fronte del Mediterraneo fu anche la prima importante occasione di impiego nella seconda guerra mondiale (se si esclude il raid su Dieppe) per i reparti dell'esercito canadese: due divisioni (la 1st Canadian Infantry Division e la 5th Canadian (Armoured) Division) presero parte alla campagna d'Italia fin dall'invasione della Sicilia, andando a costituire, nel novembre del 1943, un corpo d'armata autonomo (I Canadian Corps). Svariati reparti della Royal Canadian Air Force e della Royal Canadian Navy presero parte alle operazioni nel Mediterraneo a partire dalla fine del 1943.
L'esercito Anglo-Indiano fornì numerose divisioni di fanteria indiane per il settore del Mediterraneo, tra cui si distinse in particolare la 4th Indian Infantry Division; le divisioni indiane includevano un gran numero di unità provenienti da varie zone geografiche del subcontinente, comprendendo così reparti sikh, baluchi, jat e molti altri, tra cui, in particolare, i famosi gurkha nepalesi.

#### Francia

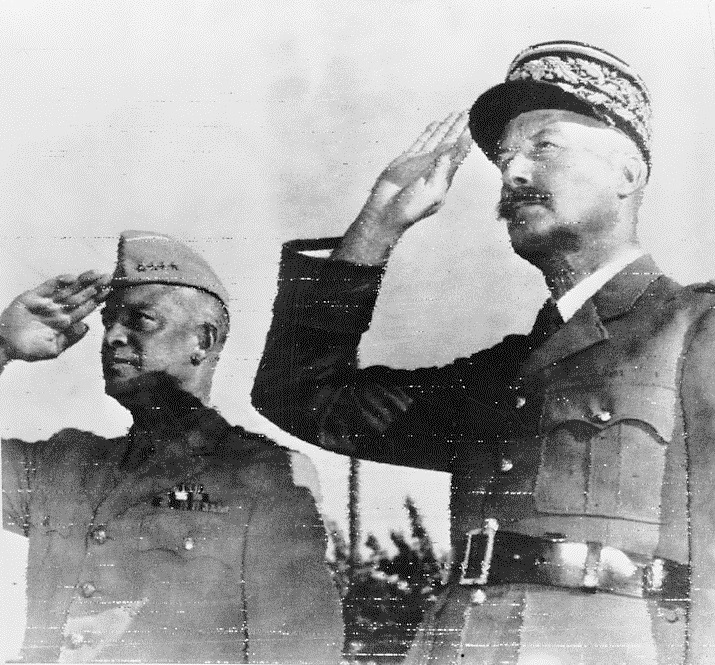
Il generale Henri Giraud (a destra), insieme al generale Dwight D. Eisenhower ad Algeri nel 1943

La Francia aveva un esercito nazionale numericamente forte e con armamenti relativamente recenti. La sua impostazione tattica era basata sulla difesa del territorio nazionale tramite delle fortificazioni statiche, la linea Maginot, che si estendeva dalla Svizzera al Belgio, presumendo che la neutralità dei Paesi Bassi sarebbe stata rispettata come nella prima guerra mondiale. Per contro, le sue unità corazzate, pur dotate di mezzi molto numerosi e moderni, erano ancora strutturate e impiegate in modo antiquato, nonostante gli studi teorici dell'allora colonnello Charles de Gaulle, e venivano viste più come riserva mobile e gruppi esploranti da impiegare in modo frazionato invece che come masse di manovra. Il suo impero coloniale era vasto e ricco di risorse, quasi tutte lontane dall'influenza della Germania e dell'Italia, e ospitava munite basi navali, come Dakar e Mers el Kebir. La sua flotta era comparabile a quella italiana come potenza, ma anch'essa non aveva di fatto portaerei, eccetto l'obsoleta Béarn. L'aviazione disponeva di velivoli moderni come il caccia Dewoitine D.520 e il bombardiere Bloch MB 170, ma in numero limitato, e di molti mezzi superati.

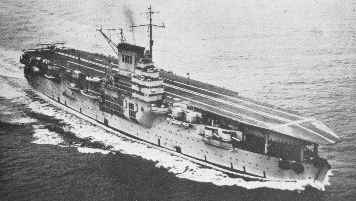
La portaerei francese Béarn

La gran parte delle forze francesi uscì di scena dopo la sconfitta del giugno 1940, rimanendo fedeli al governo di Vichy; il movimento della Francia libera del colonnello de Gaulle poté raccogliere solo poche migliaia di seguaci, anche se una brigata di francesi liberi si batté con l'8ª armata britannica nel Nordafrica, distinguendosi durante la battaglia di Bir Hakeim. La situazione cambiò dopo gli eventi dell'operazione Torch, quando il grosso dei reparti coloniali francesi del Nordafrica passò dalla parte degli Alleati: un Corps expéditionnaire français en Italie (composto, in gran parte, da truppe marocchine e algerine) sotto il generale Alphonse Juin combatté in Italia, distinguendosi nella battaglia di Montecassino e dimostrandosi determinante nello sfondamento della linea Gustav; al tempo stesso, però, i reparti coloniali francesi si macchiarono di gravi crimini contro la popolazione civile italiana (le cosiddette "marocchinate"). Ritirato dal fronte italiano nel giugno del 1944, il corpo venne rinforzato con ulteriori truppe francesi per formare la nuova 1ª armata sotto il generale Jean de Lattre de Tassigny, che nell'agosto seguente prese parte agli sbarchi nel sud della Francia.

#### Altri Paesi

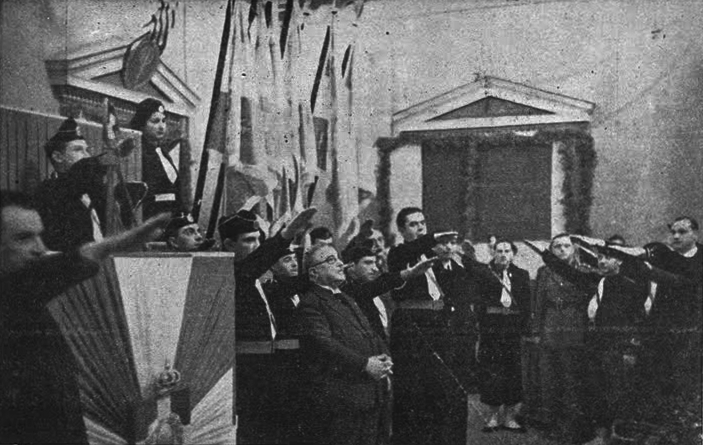
Il primo ministro greco Ioannis Metaxas, a una riunione dell'organizzazione fascista Organizzazione nazionale della gioventù (EON), nel 1938

Degli altri Paesi rivieraschi partecipanti alle operazioni sul teatro, vanno citati la Grecia e l'Egitto. La Grecia, Paese povero retto da una monarchia costituzionale e peraltro con un governo autoritario filofascista guidato dal primo ministro Ioannis Metaxas, entrò nel conflitto dopo la dichiarazione di guerra italiana, e il suo esercito non era particolarmente preparato ed equipaggiato; ciò nonostante la guerra di natura inizialmente difensiva e la maggiore capacità tattica dimostrata dal comando greco permisero di respingere l'attacco e ottenere sorprendenti successi sulle truppe italiane; solo l'intervento tedesco spostò l'ago della bilancia verso le forze dell'Asse. La marina greca era scarsa numericamente e qualitativamente, ma alcuni cacciatorpediniere prestarono servizio con la Mediterranean Fleet durante tutto il conflitto. Le forze aeree erano altrettanto scarsamente equipaggiate, e solo dopo la caduta della Grecia vennero formate squadriglie operative in Medio Oriente con materiale britannico, operando per tutto il resto del conflitto. L'esercito greco finì in gran parte annientato durante l'invasione tedesca, ma una brigata di fanteria da montagna venne ricostruita in Egitto, operando a fianco delle forze dell'8ª armata britannica a El Alamein, in Tunisia e in Italia, partecipando poi alla liberazione della madrepatria greca nel novembre del 1944.

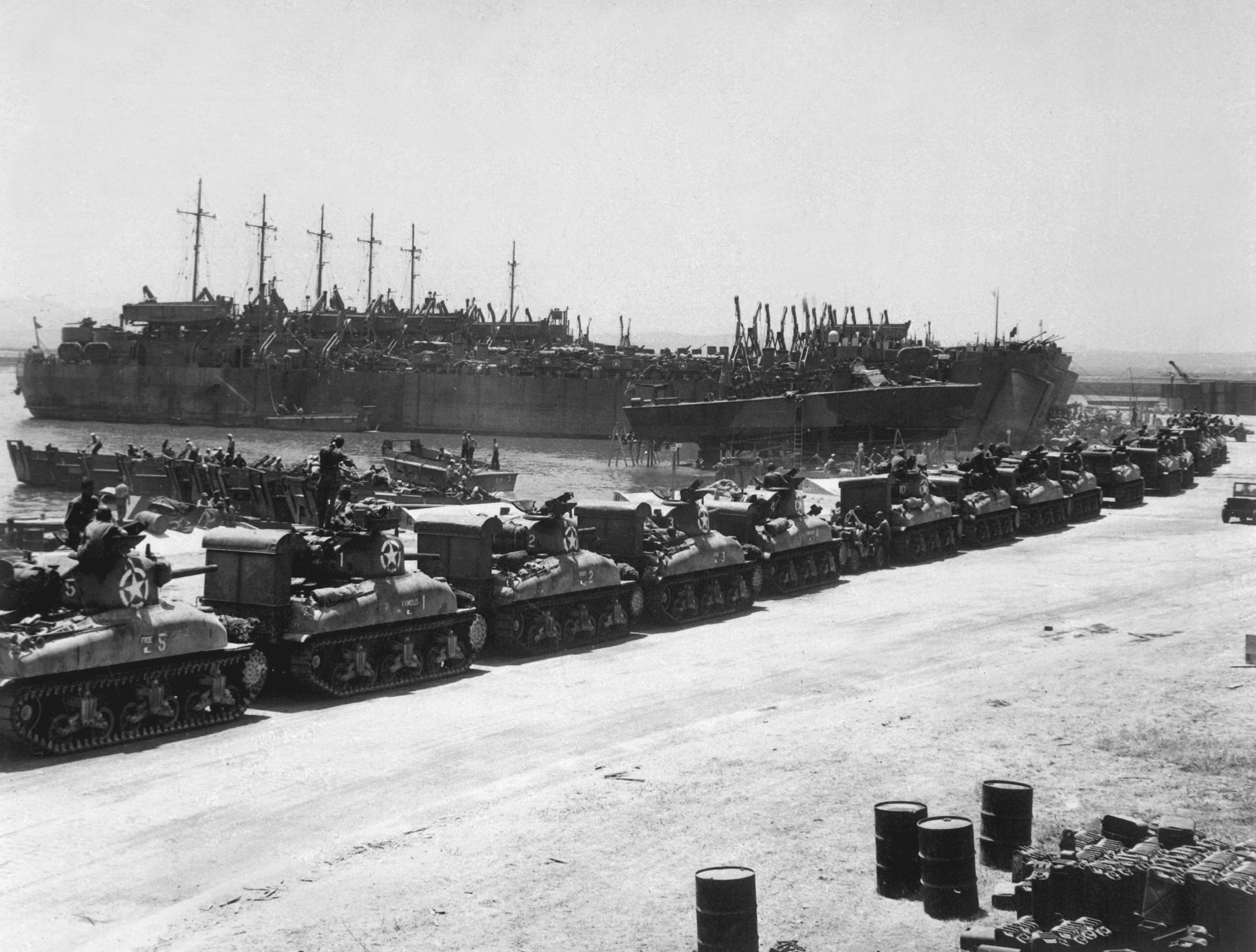
Carri armati statunitensi M4 Sherman in Tunisia nel 1943

L'Egitto era indipendente ma legato all'Impero britannico da un trattato di amicizia e cooperazione, e il suo esercito era addestrato e inquadrato da ufficiali britannici, ma assolutamente irrilevante dal punto di vista bellico. Inoltre esisteva un movimento nazionalista che parteggiava per l'Asse e i britannici non erano molto sicuri della fedeltà delle forze armate. Comunque tutte le posizioni chiave, a cominciare dal canale di Suez, vitale per le comunicazioni dell'Impero britannico, erano in mano alle forze alleate, con anche il confinante Paese del Sudan nominalmente governato congiuntamente da inglesi ed egiziani ma in realtà in mani britanniche.

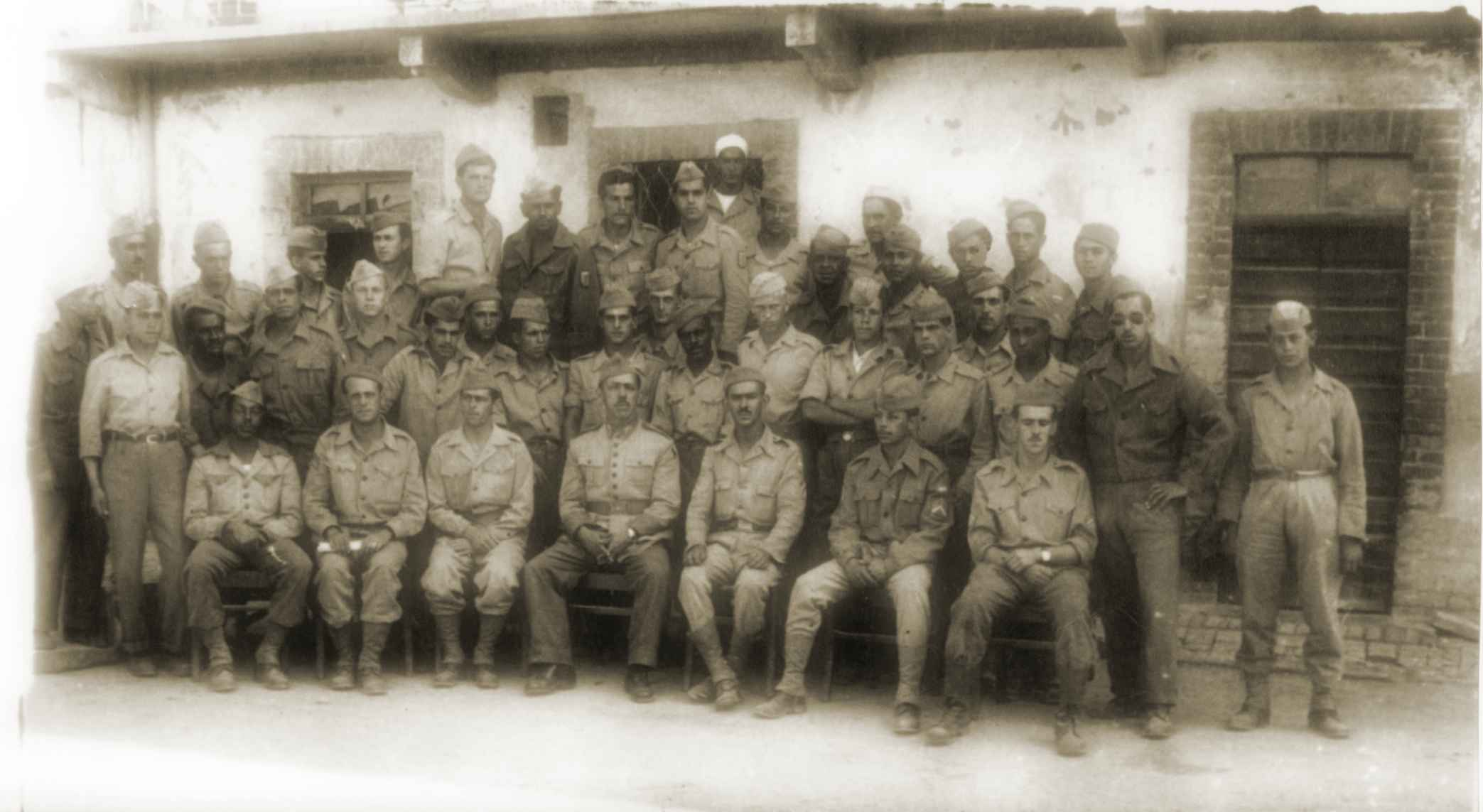
Un reparto della Força Expedicionária Brasileira

Dopo lo sbarco in Nordafrica, gli Stati Uniti entrarono pesantemente sulla scena con la loro potente macchina industriale e militare, e questo influenzò definitivamente la campagna, anche se durante tutto il periodo precedente i rifornimenti ai britannici non erano mai mancati, sotto forma di aerei, veicoli corazzati e rifornimenti sulla base della legge Affitti e Prestiti. Le principali unità americane impiegate nel settore del Mediterraneo furono il II Corps impiegato con risultati alterni in Tunisia, la Seventh Army, protagonista dello sbarco in Sicilia, e la Fifth Army, attiva in Italia. Quest'ultima armata arrivò a comprendere anche reparti piuttosto insoliti, come il 442nd Regimental Combat Team (formato da soldati nippo-americani), la 92nd Infantry Division (composta quasi interamente da afroamericani), o la 1st Special Service Force (un'unità di forze speciali formata da personale misto americano e canadese). Anche la United States Army Air Forces e la United States Navy parteciparono massicciamente alla campagna.
Altri Paesi appartenenti al blocco degli Alleati parteciparono in varie forme alle operazioni: il Brasile contribuì alla campagna con la sua Força Expedicionária Brasileira (comprendente anche reparti aerei), inviata in Italia nel luglio del 1944; la Polonia, nonostante la sconfitta del settembre 1939, ricostruì le sue forze armate grazie all'aiuto dei britannici, e due divisioni di fanteria e una divisione corazzata polacche parteciparono alla campagna d'Italia, riunite in un corpo d'armata indipendente sotto il generale Władysław Anders; infine, nel 1944 i britannici costituirono una "Brigata ebraica" composta da ebrei residenti nel mandato britannico della Palestina, primo segno delle forze armate del futuro Stato di Israele.

## Gli obiettivi strategici
L'Italia voleva inizialmente ottenere rapide ed economiche conquiste territoriali, essendo Mussolini cosciente dell'impreparazione della sua macchina bellica, e la flotta aveva un'impostazione spiccatamente difensiva. L'Italia era povera in termini di materie prime e poteva perseguire solo una guerra con obiettivi limitati, come l'occupazione dell'Egitto e il tentativo di ricongiungere le truppe in territorio libico con quelle presenti in Africa Orientale Italiana, altrimenti condannate dall'interruzione di ogni collegamento con la madrepatria che non fosse qualche volo di aerei da trasporto in seguito allo scoppio delle ostilità.
Per gli Alleati, i francesi dovevano proteggere il loro impero coloniale, che comprendeva Libano e Siria in Medio Oriente e Algeria, Tunisia e Marocco in Nordafrica. Gli inglesi dovevano anche loro proteggere le linee di comunicazione del Mediterraneo, poiché il passaggio per il canale di Suez abbreviava la rotta verso l'Estremo Oriente di almeno tre settimane, e la perdita dell'Egitto avrebbe significato esporre i campi petroliferi del Medio Oriente agli attacchi dell'Asse.

### Alessandria
Alessandria era la base principale della Mediterranean Fleet, la porta di accesso al canale di Suez e una tappa imprescindibile per le forze dell'Asse per raggiungere i campi petroliferi del Medio Oriente, pertanto era ritenuta dai britannici un caposaldo da difendere con priorità. Tuttavia, allo scoppio della guerra l'Egitto era scarsamente difeso e la grande unità incaricata di questo era la Western Desert Force comandata dal generale Archibald Wavell, con circa 20 000 uomini discretamente motorizzati e con veicoli blindati e corazzati, ai quali si confrontava una massa di circa 200 000 uomini del Regio Esercito, tra i quali alcune divisioni libiche, tutti con scarsissima motorizzazione e pochi mezzi blindati, in effetti una sola brigata sperimentale, la Brigata corazzata speciale "Babini", dotata di carri leggeri L3 e medi M11/39, che verrà impegnata nella battaglia di El Mechili (24 e 25 gennaio 1941) dove i suoi membri dimostrarono efficienza e coraggio, affrontando la 4ª Brigata corazzata britannica (dotata di circa 70 carri Cruiser), infliggendo perdite e fermando l'avanzata nemica. Gli inglesi presumevano inizialmente una guerra difensiva, mentre gli italiani per portare ad Alessandria un tale numero di uomini, secondo il parere del comandante Rodolfo Graziani volevano innanziturro avere una logistica adeguata (strade, acqua, carburante). Verso la Libia, esisteva un'unica strada costiera, fiancheggiata fino a un certo punto dalla ferrovia che da Alessandria arrivava a Marsa Matruh, quasi alla frontiera con la Libia. In territorio libico invece non vi era ferrovia, ma solo la strada litoranea, detta Via Balbia dal nome del governatore Italo Balbo, e il deserto era quasi impraticabile per i normali mezzi ruotati.
I servizi segreti italiani fecero anche alcuni tentativi per alimentare il dissenso anti inglese in Egitto, e così fecero più tardi i tedeschi, ma senza alcun risultato apprezzabile ai fini pratici, e la partita venne giocata esclusivamente con le armi.

### Malta
Malta fu inizialmente trascurata nei piani di difesa britannici, perché si riteneva che le forze italiane avrebbero conquistato l'isola nell'immediatezza della dichiarazione di guerra. Allo scoppio delle ostilità l'isola era decisamente sguarnita e le difese venivano smantellate per essere utilizzate altrove. La forza aerea consisteva in un certo momento di tre biplani Gloster Gladiator trovati smontati nelle loro casse perché destinati all'Egitto, resi operativi e battezzati Faith, Hope e Charity (Fede, Speranza e Carità), che difesero per dieci giorni Malta contro i loro omologhi Fiat CR.42 in servizio di scorta ai bombardieri dagli attacchi della Regia Aeronautica, dando origine al mito che tre soli Gloster costituissero l'intera forza aerea dell'isola; in realtà, la leggenda nacque dopo che l'"assedio di Malta" era concluso. Charity fu abbattuto il 29 luglio 1940 (secondo lo storico Håkan Gustavsson, il 31 luglio). Il suo pilota, il flying officer Peter Hartley, decollava per intercettare un Savoia Marchetti S.79 "Sparviero", scortato da nove Fiat CR.42 del 23º Gruppo. Ma il sergente Manlio Tarantino colpiva il serbatoio del Gladiator (N.5519) facendolo esplodere. Hartley si lanciò con il paracadute ma riportò gravi ustioni..
Una volta chiaro che non vi erano piani immediati per la conquista da parte italiana, vennero rafforzate le difese in modo consistente, con l'invio di caccia, aerosiluranti e navi da guerra (la cosiddetta Forza K, costituita da due incrociatori, Aurora e Penelope, dotati di radar e due cacciatorpediniere, Lance e Lively). Winston Churchill riteneva così importante l'isola da sottrarre unità da caccia durante le fasi cruciali della battaglia d'Inghilterra alla difesa aerea della madrepatria per destinarle a Malta.
(Generale Hastings Ismay - 1942)
Dopo ciò l'isola venne progressivamente rinforzata con lanci di caccia dalle portaerei britanniche, e a volte da unità statunitensi come la USS Wasp, costruite installazioni radar e installate batterie contraeree, che la resero in grado di resistere agli attacchi aerei portati dalla Regia Aeronautica e in seguito dal X Corpo Aereo Tedesco, trasferito in Sicilia e Sardegna per appoggiare la lotta in mare e le forze terrestri in Nordafrica. Da Malta operarono anche aerosiluranti e ricognitori a lungo raggio come Bristol Beaufort (No. 217 Squadron, poi sostituito dal No. 86 Squadron) e Blenheim che furono una pesante minaccia per i convogli dell'Asse.

### Gibilterra

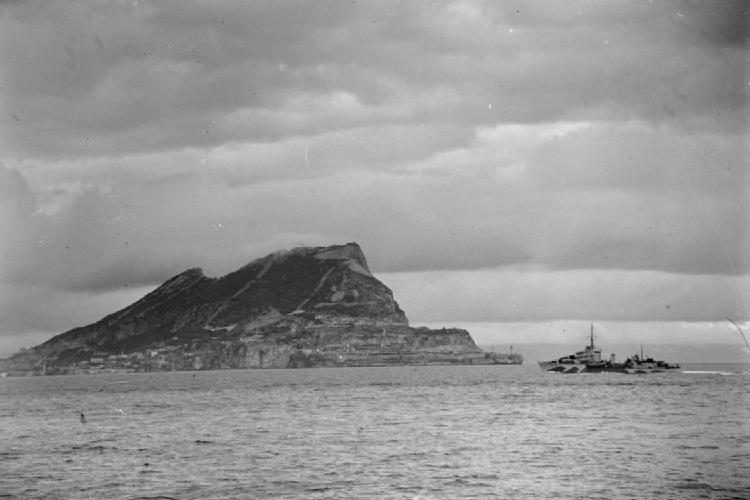
L'incrociatore leggero Argonaut si avvicina alla Rocca nel 1942. La Rocca è il nome che viene dato dagli inglesi alla cittadella di Gibilterra

La storia di Gibilterra durante la seconda guerra mondiale rende evidente l'importanza che ha avuto lo scoglio per il Regno Unito sin dai primi anni del XVIII secolo, che la vedeva come un piede poggiato nell'Europa e allo stesso tempo come bastione della potenza marittima della Royal Navy. Nel secondo conflitto mondiale infatti Gibilterra ricoprì un ruolo vitale sia per la battaglia dell'Atlantico sia per quella del Mediterraneo, controllando virtualmente tutto il traffico navale in entrata e in uscita dal Mar Mediterraneo.
In aggiunta alla sua ottima posizione, Gibilterra offrì un capiente e difeso porto dove le navi potevano trovare riparo. La Forza H, sotto il comando del viceammiraglio James Fownes Somerville, era basata a Gibilterra e aveva il compito di mantenere la superiorità navale e scortare i convogli diretti a Malta. Nel corso della guerra, Gibilterra fu oggetto di bombardamenti aerei da parte della Francia di Vichy e della Regia Aeronautica italiana; la Regia Marina poi condusse alcune operazioni di sabotaggio per merito dei sommozzatori della Xª Flottiglia MAS e dei loro SLC. Altri attacchi vennero organizzati da agenti spagnoli reclutati dall'Abwehr.
All'interno della Rocca di Gibilterra vennero scavati da due compagnie di genieri canadesi, le sole equipaggiate con punte al diamante, e cinque di genieri britannici, circa 48 chilometri di tunnel allo scopo di edificare una città nella roccia dove ospitare uffici, caserme e un ospedale al riparo dei bombardamenti. L'operazione Torch, l'invasione Alleata dei territori francesi in Africa settentrionale iniziata nel novembre 1942, venne coordinata proprio dalla rocca dal generale Dwight D. Eisenhower. Dopo il successo Alleato nella campagna del Nordafrica e la resa dell'Italia nel 1943, Gibilterra venne declassata a normale base di smistamento di rifornimenti situata nelle retrovie.
I tedeschi avevano anche organizzato un piano per la sua invasione da terra, con o senza il consenso delle autorità spagnole, denominato operazione Felix, alla quale gli inglesi erano pronti a rispondere con l'operazione Tracer (di tipo stay-behind). In quest'ottica, gli inglesi condussero il bombardamento navale di Genova per dimostrare a Francisco Franco il predominio britannico dei mari. Franco in occasione della sua visita al capoluogo ligure appena pochi giorni dopo il bombardamento, si trovò di fronte a una città devastata dai bombardamenti, e anche per questo motivo non diede ai tedeschi l'appoggio della Spagna all'operazione Felix, che venne abbandonata.

## Operazioni principali

### Operazioni navali

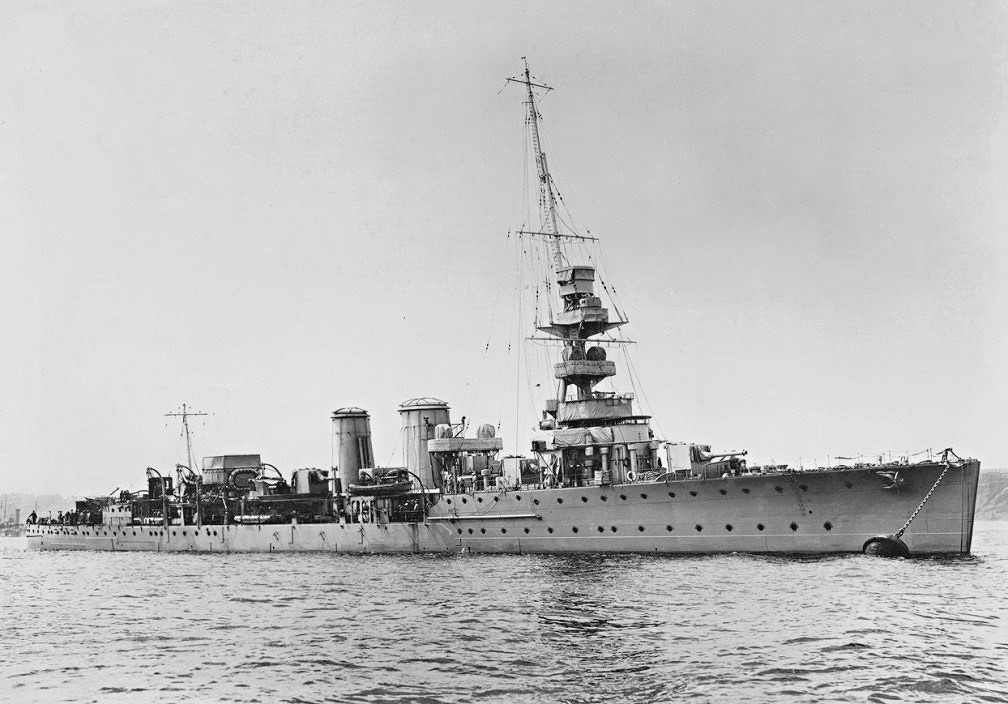
L'incrociatore leggero Calypso, prima perdita britannica nel Mediterraneo durante la seconda guerra mondiale

Le battaglie si svolsero principalmente lungo le rotte che dall'Italia raggiungevano la Libia (Tripoli, Bengasi, Tobruch) lungo le quali i convogli italiani venivano spesso attaccati dalle forze aeronavali britanniche provenienti da Malta, e lungo la rotta Gibilterra-Malta-Alessandria d'Egitto che la intersecava, percorsa invece dai convogli alleati. Per tutto il conflitto Malta fu una costante minaccia che costò alle forze dell'Asse elevate perdite in uomini e mezzi trasportati ma anche in equipaggi e navi di scorta. Gli inglesi si avvalsero costantemente dei radar, che la Regia Marina per miopia politica del regime fascista e del proprio comando, principalmente per le scelte politiche che il capo di stato maggiore Domenico Cavagnari, in carica fino a poco dopo lo scoppio del conflitto, aveva effettuato. Un'altra gravissima fonte di problemi per la Regia Marina fu la mancanza di portaerei che, nonostante le richieste formulate dallo Stato Maggiore che prevedevano tre portaerei di squadra da costruirsi prima dello scoppio del conflitto, costrinse invece ad affrontare squadre da battaglia inglesi che, tranne rari casi, avevano sempre almeno una portaerei in organico; il fatto fu determinante in varie occasioni come la battaglia di capo Matapan e la Notte di Taranto. La Royal Navy si trovò quasi sempre in condizione di superiorità tattica e strategica (grazie anche ai radar e ai sistemi di decrittazione Ultra e Enigma), ma nei rari casi in cui ciò non avvenne, i comandanti in mare adottarono sempre tattiche aggressive verso le navi italiane, i cui comandanti superiori in mare erano comunque vincolati al parere di Supermarina e al fatto che le perdite erano difficilmente sostituibili, a differenza di quanto avveniva per i loro colleghi britannici. Ciò nonostante, nel periodo nel quale fu presente l'alleato tedesco con il X Fliegerkorps dislocato in Siciia, prima per l'operazione C3 (la progettata invasione di Malta) e poi per dare supporto alle truppe di Rommel nel Nordafrica, e con nutrite flottiglie di U-Boot a caccia nel Mediterraneo, vi furono per la marina britannica seri momenti di difficoltà che si concretizzarono nella prima e seconda battaglia della Sirte e nella battaglia di mezzo giugno. I sommergibili italiani erano numerosi, con oltre cento battelli operativi, ma non tutti erano adeguati alle necessità della missione, e anche l'addestramento lasciava a desiderare. I battelli francesi uscirono di scena molto presto dopo la sconfitta della Francia e alcuni di essi, come il Circé catturato durante l'operazione Anton, vennero rimessi in servizio dalla Regia Marina che fece anche rientrare in servizio l'ex posamine Turquoise nella classe Saphir. Gli inglesi avevano una nutrita forza subacquea nel Mediterraneo che venne rinforzata costantemente e operò una costante minaccia alle forze italiane; il campione della forza subacquea inglese fu certamente l'HMS Upholder, comandato per la sua intera carriera dal Lt. Commander (equivalente del capitano di corvetta) Malcolm David Wanklyn, che divenne il sottomarino britannico di maggior successo della seconda guerra mondiale; Wanklyn venne insignito della Victoria Cross e del Distinguished Service Order, ma scomparve col battello nell'aprile 1942.

Mappa dell'attacco inglese a Taranto

La dichiarazione di guerra colse alla sprovvista il naviglio mercantile italiano, caduto per circa il 35% nelle mani inglesi mentre era in navigazione nel Mediterraneo in quanto nessun avviso era stato diramato dal Comando Supremo italiano, mentre per contro il Regno Unito aveva ritirato tutti i suoi battelli civili dal Mediterraneo dall'aprile 1940. La prima nave britannica a essere affondata da un'imbarcazione della Regia Marina fu l'incrociatore leggero Calypso, affondato il 12 giugno 1940 dal sommergibile Alpino Bagnolini al largo di Creta. A questa azione isolata segue il 9 luglio 1940 la prima battaglia navale della seconda guerra mondiale combattuta tra italiani e britannici, la battaglia di Punta Stilo. Sebbene dall'esito inconcludente, lo scontro evidenziò la macchinosità della catena di comando della Regia Marina e la cattiva coordinazione con l'aeronautica, che giunse in ritardo e colpì per giunta navi amiche. Anche l'ammiraglio Andrew Cunningham, comunque, ebbe modo di prendere delle precauzioni dopo la battaglia, chiedendo a Londra di inviare navi moderne, tra cui una seconda portaerei, per bilanciare la superiorità numerica degli incrociatori italiani come il Bartolomeo Colleoni e il Giovanni delle Bande Nere, protagonisti, il 19 luglio nella battaglia di Capo Spada, di un combattimento contro due incrociatori e quattro cacciatorpediniere britanniche che riuscirono a colare a picco il Bartolomeo Colleoni. Contemporaneamente, prosegue la lotta subacquea con perdite per ambo gli schieramenti.
L'andamento negativo della guerra per la Regia Marina proseguì l'11 e il 12 novembre 1940 con la Notte di Taranto, dove gli aerosiluranti britannici Swordfish riuscirono, al prezzo di perdite irrisorie, ad affondare la Conte di Cavour e a danneggiare altre due corazzate (Littorio e Duilio) ottenendo, contemporaneamente, un altro successo nella battaglia del Canale d'Otranto. Nella battaglia di capo Teulada del 27 novembre la Royal Navy, complice ancora una volta la scarsa coordinazione tra gli aerei e le navi italiane, peraltro naviganti in maniera cauta per evitare ulteriori disfatte, riuscì a scortare con successo un convoglio al largo della Sardegna. All'inizio del 1941 l'arrivo di aerei tedeschi nel Mediterraneo (di concerto con invii di truppe in Nordafrica) parve dare una svolta alle operazioni navali. L'11 e il 17 gennaio infatti aerei italo-tedeschi danneggiarono la portaerei Illustrious e di pari passo si intensificarono i bombardamenti su Malta, anche se la Royal Navy dimostrò ancora di poter agire indisturbata bombardando Genova il 9 febbraio.
Il 26 marzo 1941 avvenne l'attacco alla base britannica della baia di Suda a Creta: vennero affondati l'incrociatore HMS York e una petroliera. Tra il 27 e il 29 marzo 1941, nella battaglia di Capo Matapan, la Royal Navy inferse un altro grave colpo alla Regia Marina, affondando tre incrociatori pesanti (Pola, Zara e Fiume), due cacciatorpediniere e danneggiando inoltre l'ammiraglia italiana Vittorio Veneto, perdendo, per contro, un solo aerosilurante. Le unità Alleate erano anche molto attive nell'attaccare i convogli dell'Asse che trasportavano truppe e rifornimenti verso il fronte libico, dando spesso origine a vere e proprie battaglie navali come la battaglia del convoglio Tarigo del 16 aprile 1941, che vide quattro cacciatorpediniere britannici affondare tre cacciatorpediniere italiani e cinque trasporti perdendo però una unità, e la battaglia di Capo Bon del 13 dicembre 1941, quando, durante un'operazione di trasporto di carburante verso la Libia, vennero affondati gli incrociatori Alberto di Giussano e Alberico da Barbiano.

La corazzata Littorio, già ribattezzata Italia, in rotta verso Malta il 9 settembre 1943, giorno in cui fu colpita da una bomba tedesca

L'azione di maggior successo compiuta dalla Regia Marina nel corso del conflitto fu l'attacco con siluri a lenta corsa, conosciuti come "Maiali", alle due navi da battaglia britanniche Valiant e Queen Elizabeth alla fonda nel porto di Alessandria d'Egitto il 19 dicembre 1941; sebbene l'azione, nota come impresa di Alessandria, si rivelò un successo, le navi si adagiarono sul fondo e non fu immediatamente possibile, grazie anche a uno stratagemma britannico, avere la certezza che fossero state danneggiate. Nonostante tutto, le perdite di vite umane furono molto contenute: solo otto marinai persero la vita e le due corazzate poterono in seguito essere recuperate. Dopo questo successo, unito alla perdita per i britannici della portaerei Ark Royal e della corazzata Barham, entrambe raggiunte dai siluri degli U-Boot, le perdite dei convogli dell'Asse diminuirono sensibilmente.
Altre operazioni di rilievo furono la prima battaglia della Sirte (1941) e la seconda battaglia della Sirte (22 marzo 1942), nella seconda delle quali una formazione navale britannica, in netta inferiorità, venne affrontata senza decisione dalla squadra da battaglia italiana, con un inconcludente scambio di colpi di artiglieria. Nel rientro la formazione italiana perse due cacciatorpediniere per le condizioni estreme del mare. In seguito venne combattuta la battaglia di mezzo giugno (1942), conosciuta anche come operazione Harpoon. Ancora, nella battaglia di mezzo agosto (1942), conosciuta anche come operazione Pedestal, le forze aeronavali dell'Asse danneggiarono o affondarono la maggioranza delle navi di due convogli destinati a Malta. Italiani e tedeschi erano divisi se assegnare truppe all'assalto dell'isola, o se dare priorità al Nordafrica. Nonostante agli inizi del 1942 si intensificarono i bombardamenti sul piccolo possedimento britannico, tra la fine di aprile e l'inizio di maggio prevalse l'idea di Hitler di continuare ad appoggiare Rommel, che in quel periodo era in piena avanzata verso Alessandria d'Egitto. A ottobre la marina britannica, nonostante il crescente numero di sommergibili basati a Gibilterra, Beirut, Malta e Haifa, era ancora in difficoltà, tuttavia le deficienze italiane nella produzione bellica e nella disponibilità di petroliere aggravarono irrimediabilmente la situazione logistica delle truppe dell'Asse in Nordafrica.
L'8 novembre 1942 gli Stati Uniti entrarono nello scacchiere del Mediterraneo con l'operazione Torch, lo sbarco sulle coste del Marocco e dell'Algeria. L'atteggiamento collaborativo delle truppe di Vichy nel settore indusse Germania e Italia a occupare la parte della Francia che ancora era rimasta libera. La marina francese, per non far cadere le proprie navi alla fonda a Tolone nelle mani dell'Asse, decise di autoaffondare la flotta privando i loro ex alleati di decine di imbarcazioni militari. La resistenza dell'Asse in Tunisia terminò il 13 maggio 1943 di fronte alle preponderanti formazioni alleate che si prepararono a invadere la Sicilia ormai ostacolate solamente dal naviglio leggero della Regia Marina. L'11 e il 12 giugno gli Alleati occuparono rispettivamente Pantelleria e Lampedusa (operazione Corkscrew) proseguendo poi, fra il 9 e il 10 luglio successivo, a invadere la Sicilia.
L'armistizio di Cassibile pose fine a qualsiasi concreta attività navale dell'Asse nel Mediterraneo, che non fosse il pattugliamento costiero con naviglio sottile, quasi tutto catturato dai tedeschi ai danni della Regia Marina e della marina francese, e gli agguati con motosiluranti negli spazi ristretti dell'Adriatico. Il 9 settembre ciò che restava della flotta italiana, con la corazzata Roma in funzione di ammiraglia, si diresse su Malta per rispettare le clausole armistiziali, ma la Luftwaffe intervenne e con speciali bombe Ruhrstahl SD 1400 riuscì ad affondare il Roma al largo di Castelsardo. Fino al termine delle operazioni, l'attività navale alleata venne contrastata solo dalle incursioni aeree della Luftwaffe e di quei pochi velivoli della Repubblica di Salò tra i quali gli aerosiluranti del Gruppo Aerosiluranti "Buscaglia", comandato dal capitano Carlo Faggioni (e a lui intitolato dopo la sua morte).

### La campagna del Nordafrica

Carri armati M13/40 italiani in Libia

Con l'entrata in guerra dell'Italia un nuovo fronte di operazioni si aprì nell'Africa settentrionale, dove le truppe italiane in Libia potevano minacciare le posizioni britanniche in Egitto. Dopo una lunga serie di schermaglie lungo il confine, a metà settembre del 1940 le forze del maresciallo Rodolfo Graziani penetrarono per un centinaio di chilometri in Egitto, occupando la cittadina di Sidi el Barrani incontrando scarsa resistenza. Le truppe italiane si attestarono in una serie di campi fortificati, troppo distanti l'uno dall'altro e privi di adeguati collegamenti; l'8 dicembre seguente, la Western Desert Force del generale Wavell lanciò la sua controffensiva (operazione Compass), cogliendo di sorpresa gli italiani e ottenendo risultati inaspettati, anche tenendo conto di aver impiegato solamente 35 000 uomini e 275 carri armati: in due mesi, le forze britanniche annientarono la 10ª Armata italiana e occuparono l'intera Cirenaica, respingendo gli italiani fino a El Agheila.

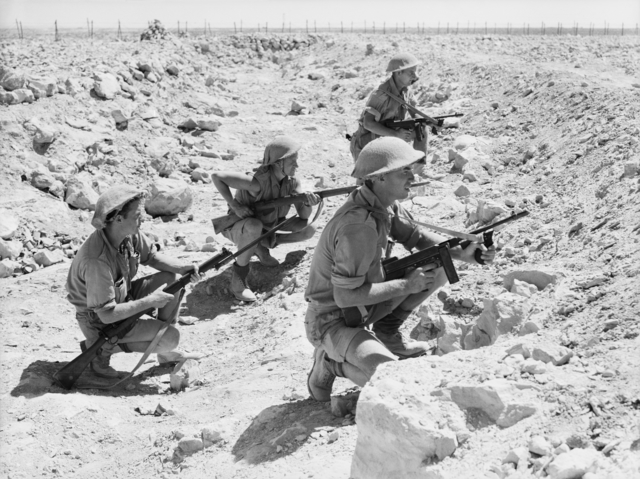
Fanti australiani durante l'assedio di Tobruch

Il disastro convinse Mussolini ad accettare le offerte di aiuto avanzate dai tedeschi, e il 14 febbraio 1941 arrivarono a Tripoli le prime avanguardie del Deutsches Afrikakorps (DAK) del generale Erwin Rommel, oltre a consistenti rinforzi italiani; a fine marzo, con le sue truppe ancora incomplete, Rommel lanciò un attacco da El Agheila, cogliendo completamente impreparate le forze di Wavell e obbligandole a ripiegare in Egitto abbandonando l'intera Cirenaica, all'infuori del porto di Tobruch che venne posto sotto assedio. A fine aprile il fronte si stabilizzò lungo il confine libico-egiziano: da un lato, gli italo-tedeschi non riuscirono a piegare la resistenza della guarnigione australiana di Tobruch, dall'altro i britannici lanciarono due tentativi di liberare la città (l'operazione Brevity in maggio e l'operazione Battleaxe in giugno), ottenendo però solo sconfitte. Nel novembre seguente, il nuovo comandante britannico Claude Auchinleck lanciò un nuovo massiccio attacco contro le posizioni dell'Asse (operazione Crusader): le difese italo-tedesche ressero, ma la pressione britannica convinse Rommel a ordinare una ritirata strategica fino a El Agheila, abbandonando di nuovo l'intera Cirenaica.

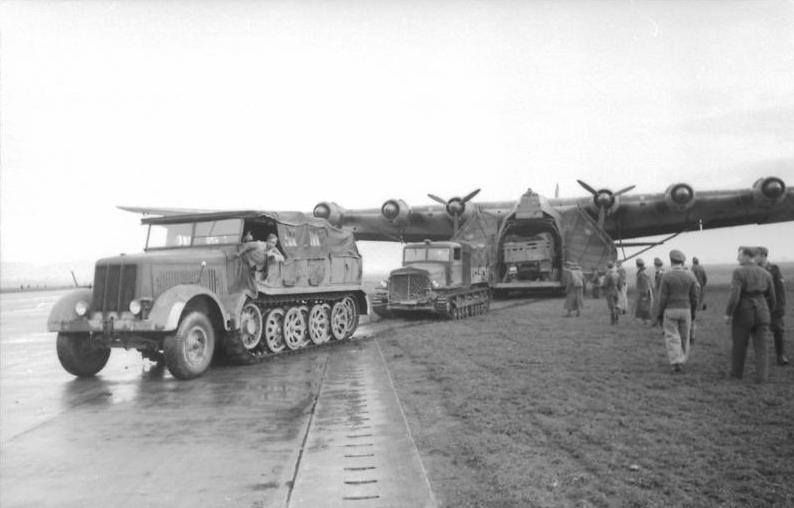
Mezzi cingolati sbarcano da un Me323 Gigant durante la campagna di Tunisia. I tedeschi si avvalsero anche di aerei come il Me323 Gigant per far arrivare i rifornimenti in Nordafrica.

Dopo essersi riorganizzate, le forze di Rommel lanciarono una nuova offensiva da El Agheila a fine gennaio del 1942, scacciando i britannici da gran parte della Cirenaica e obbligandoli ad attestarsi su una linea fortificata che correva da 'Ayn al-Ghazala a Bir Hakeim; sul finire di maggio, le forze italo-tedesche attaccarono massicciamente le posizioni britanniche, e dopo tre settimane di duri combattimenti sfondarono la linea Alleata; Tobruch venne riconquistata il 21 giugno, e le forze di Rommel si lanciarono all'inseguimento dei britannici oltre la frontiera egiziana. L'avanzata delle colonne italo-tedesche venne infine fermata dai britannici sul finire di luglio nei pressi di El Alamein, l'ultima posizione difensiva prima di Alessandria; raccolte le sue scarse forze, Rommel tentò di forzare la linea britannica ai primi di settembre, ma andò incontro a una sconfitta. Il nuovo comandante britannico Bernard Law Montgomery dedicò le settimane seguenti ad ammassare vaste forze con cui contrastare i deboli reparti dell'Asse; tra il 23 ottobre e il 5 novembre del 1942, le preponderanti forze dell'8ª armata britannica lanciarono una serie di massicci attacchi contro le posizioni degli italo-tedeschi davanti a El Alamein, provocandone infine il crollo e la fuga verso la Libia.

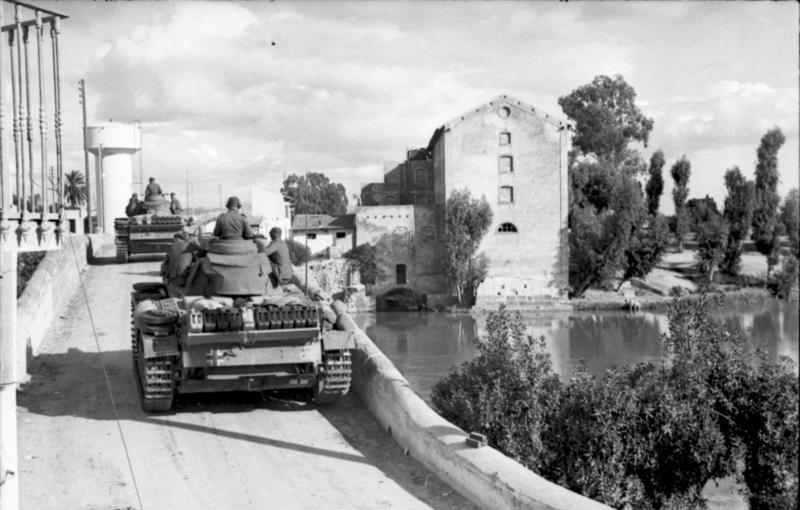
Panzer IV, inquadrati nella 10ª divisione corazzata tedesca, in Tunisia

L'8 novembre 1942, reparti britannici e statunitensi sbarcarono in Algeria e Marocco (operazione Torch, la prima iniziativa militare statunitense sul teatro del Mediterraneo) e, dopo un'iniziale resistenza, i reparti coloniali francesi ivi dislocati passarono dalla parte degli Alleati; la reazione dell'Asse fu rapida ed entro la fine del mese i reparti italo-tedeschi del generale Hans-Jürgen von Arnim occuparono Tunisi e il resto della Tunisia, battendo sul tempo gli angloamericani. Incalzato da Montgomery, Rommel venne costretto ad abbandonare la Libia (con gli italiani che perdono l'ultimo possedimento in Africa) sul finire del gennaio del 1943, ripiegando in Tunisia e attestandosi infine lungo la linea del Mareth; nel febbraio seguente le forze dell'Asse riuscirono a cogliere due importanti successi contro le ancora inesperte truppe americane prima a Sidi Bou Zid e poi al passo di Kasserine, ma il fallimento di un attacco lanciato da Rommel contro l'8ª armata britannica (operazione Capri) decise in pratica l'esito della campagna tunisina. Sul finire di marzo l'8ª armata sfondò la linea del Mareth con l'operazione Pugilist, mentre le truppe alleate del generale Harold Alexander, costituite da reparti francesi, britannici e americani, ripresero a fare pressione su Tunisi e Biserta (operazione Vulcan); ormai isolate dall'Italia dall'assoluta superiorità aerea e navale degli Alleati, le truppe dell'Asse (guidate dai generali Giovanni Messe e von Arnim) capitolarono definitivamente il 13 maggio 1943.

### I Balcani

#### L'invasione della Grecia

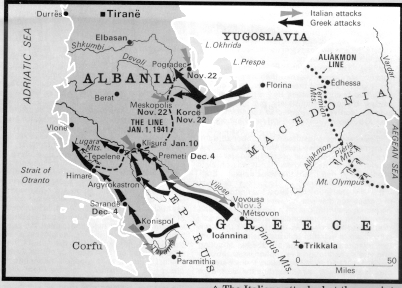
Direttrici di offensiva delle truppe italiane e greche e linea del fronte al 1º gennaio 1941

La campagna italiana di Grecia ebbe inizio il 28 ottobre 1940, dopo che al regime nazionalista di Ioannis Metaxas, un politico filofascista sostenuto da Re Giorgio II, era stato consegnato, alle ore 03:00 del mattino, dall'ambasciatore italiano ad Atene Emanuele Grazzi, un ultimatum nel quale l'Italia accusava la Grecia di violazione della neutralità in favore degli Alleati. Il documento richiedeva di poter occupare alcuni, non meglio specificati, punti strategici in territorio ellenico, e concedeva un lasso di tempo di sole tre ore per accettarne le condizioni; egli rifiutò e di conseguenza, alle ore 06:00, le truppe italiane di stanza in Albania iniziarono l'avanzata su un fronte largo circa 150 chilometri.
La guerra, voluta da Mussolini per tentare di bilanciare i successi ottenuti fino a quel momento dalla Germania, avrebbe dovuto seguire, nelle intenzioni del comandante delle truppe Italiane in Albania, le modalità di un'azione lampo, ma l'inaspettata resistenza opposta dall'esercito greco, unita alle gravi difficoltà dovute alla natura del territorio e al periodo dell'anno scelto per l'operazione sommati allo scarso numero di uomini inizialmente messi in campo dagli Italiani, fecero ben presto arrestare l'offensiva, tramutandola in una guerra di posizione. Di conseguenza, il 4 dicembre, il capo di Stato maggiore generale delle Forze Armate Italiane, il maresciallo Pietro Badoglio, venne sostituito dal generale Ugo Cavallero; Metaxas consentì a truppe inglesi di insediarsi a Creta e a Suda e, nelle settimane successive, le forze greche riuscirono a passare al contrattacco, penetrando anche in territorio albanese. La situazione sul fronte italo greco e il colpo di Stato del generale Simović in Jugoslavia indussero, il 27 marzo 1941, Hitler a ordinare all'OKW di preparare un piano per l'invasione di entrambi i Paesi balcanici, in modo da rendere sicura l'area prima che avessero inizio le operazioni contro l'Unione Sovietica.

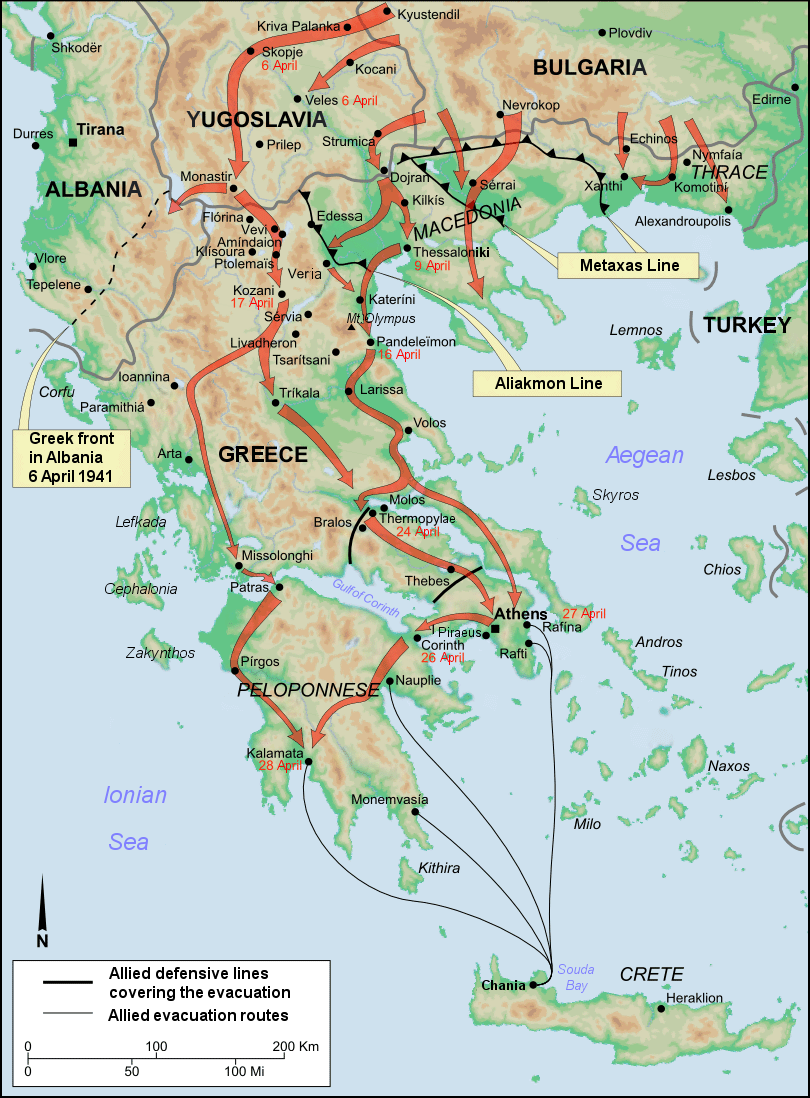
Mappa dei movimenti della Wehrmacht dal 6 al 30 aprile 1941

Il 6 aprile 1941 la Germania diede inizio all'attacco contro la Grecia e la Jugoslavia: la 12ª armata, comandata dal feldmaresciallo Wilhelm List e il XVIII corpo di montagna, comandato dal generale Franz Böhme, integrato dalla divisione SS Leibstandarte, comandata dall'Obergruppenführer Josef Dietrich, penetrarono velocemente attraverso i due confini, superando a est la linea Metaxas, mentre a ovest il XV corpo corazzato, comandato dal generale Georg Stumme, avanzò attraverso la Jugoslavia. L'Armata greca schierata a protezione del confine con la Bulgaria, da cui partiva l'attacco tedesco, fu presto sopraffatta. I tedeschi, proseguendo nella loro avanzata, isolarono inoltre le due Armate Greche impegnate in Albania contro gli italiani, di conseguenza, il comandante di una delle armate greche circondate, generale Georgios Tsolakoglu, di propria iniziativa avviò trattative di resa con le sole forze tedesche per tramite dell'Obergruppenführer Josef Dietrich, cercando così di evitare di arrendersi agli Italiani, mentre il contingente alleato, comandato dal generale Henry Maitland Wilson, fu costretto progressivamente a indietreggiare, dapprima verso la linea che andava dalla zona a sud del fiume Aliacmone fino al monte Olimpo, e successivamente verso il passo delle Termopili.

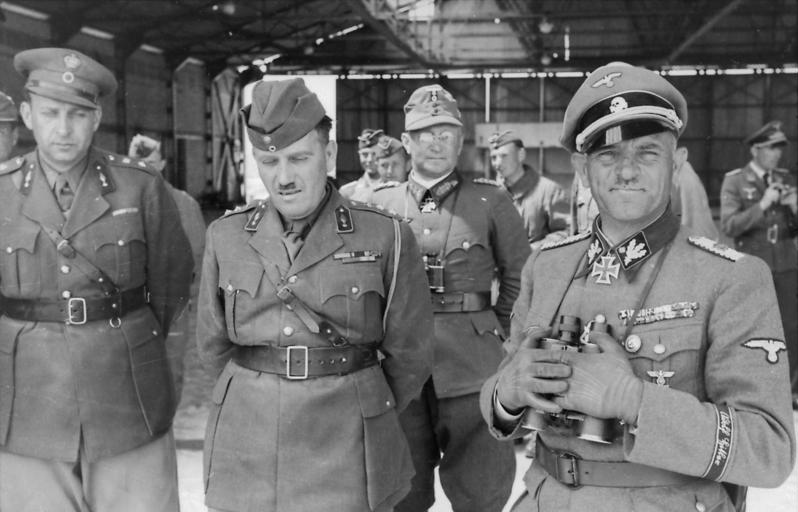
LObergruppenführer Josef Dietrich (a destra), accoglie la resa della 1ª armata greca

Il 19 aprile re Giorgio II, il generale Papagos e i generali inglesi Wilson e Wavell, decisero l'evacuazione del contingente alleato, mentre il generale Tsolakoglu firmò la resa della propria armata, e contemporaneamente di tutte le forze armate del Paese, resa che fu formalizzata il 21 aprile presso il comando della 12ª armata tedesca. La notizia della resa provocò la reazione di Mussolini, il quale pretese che l'armistizio fosse modificato e formalizzato alla presenza di rappresentanti italiani, e, a dispetto delle reiterate proteste dei greci, fu concordata la ripetizione della cerimonia per il giorno 23 in una villa nei pressi di Salonicco, con la presenza del generale Ferrero in rappresentanza dell'Italia.
Il 24 aprile i tedeschi superarono la linea delle Termopili e il 26 venne sfondata l'ultima linea difensiva stabilita a Tebe, mentre la 7ª divisione paracadutisti iniziò l'occupazione del Peloponneso, costringendo il contingente a ritirarsi definitivamente verso i porti meridionali della Grecia, e, il 27 aprile la 2ª e la 5ª divisione corazzata fecero l'ingresso ad Atene, innalzando la bandiera tedesca sull'Acropoli, ponendo fine alle ostilità nella Grecia continentale.

#### La battaglia di Creta

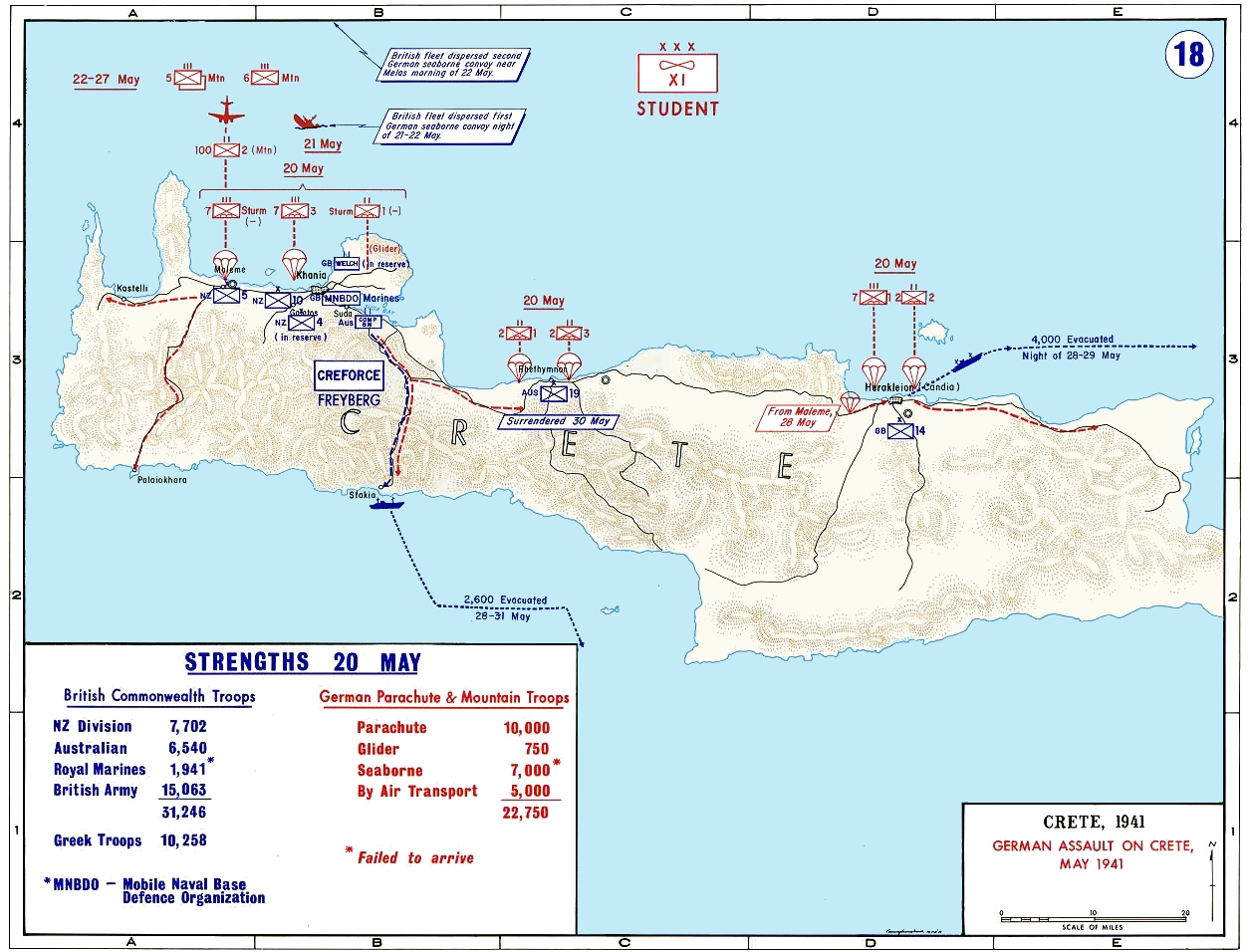
Mappa dell'invasione tedesca dell'isola di Creta

L'operazione Merkur, ossia il piano per la conquista dell'isola di Creta, prese il via il mattino del 20 maggio 1941; lo Stato Maggiore dell'OKW si era precedentemente espresso affinché le forze fossero utilizzate per l'occupazione dell'isola di Malta, ritenuta più pericolosa per le rotte marittime dell'Asse verso il Nordafrica, ma il generale Kurt Student si oppose, obiettando che le forze Alleate presenti nell'isola, unite alla forte difesa aerea di cui disponeva, avrebbero reso impossibile un attacco dall'aria. I paracadutisti tedeschi subirono molte perdite durante, o immediatamente dopo, l'atterraggio, venendo assaliti, oltreché dai soldati Alleati, anche dalla popolazione civile e lo sturmregiment, comandato dal generale Eugen Meindl, subì 2 000 perdite e nessuno degli aeroporti fu occupato durante il primo giorno; anche l'azione dal mare fu ostacolata dalla Royal Navy, ma, tra il 20 e il 22 maggio, gli aerei tedeschi riuscirono ad affondare due incrociatori leggeri, e quattro cacciatorpediniere, con l'aiuto anche della Regia Aeronautica, i cui bombardieri CANT Z.1007 affondarono un cacciatorpediniere.
Nonostante le piste di atterraggio fossero ancora in mano alleata gli aerei da trasporto Junkers Ju 52 atterrarono all'aeroporto di Maléme, sbarcando circa 650 uomini della 5ª divisione di montagna, riuscendo a conquistarlo, permettendo l'atterraggio dei rinforzi; questi, uniti alla continua attività aerea della Luftwaffe, indusse il generale Freyberg a iniziare un ripiegamento verso ovest, e, tale ripiegamento, consentì ai tedeschi di fare affluire indisturbati forze sempre maggiori e, il 23 maggio, la 5ª divisione di montagna era sbarcata quasi al completo sull'isola, iniziando a guadagnare terreno verso est. Il giorno 26, il generale Bernard Freyberg si mise in comunicazione con il comando del Medio Oriente e riferì al generale Wavell che la perdita di Creta era ormai solo questione di tempo e, per evitare che la Luftwaffe rendesse impossibile un'evacuazione, il giorno successivo ne fu deciso lo sgombero, che fu effettuato nel porto di Sfakia, dove le unità navali Alleate stavano convergendo. Il 1º giugno fu completata l'evacuazione degli Alleati: dei circa 32 000 uomini presenti sull'isola solo 18 000 vennero evacuati mentre i tedeschi persero circa 3 700 uomini, più 2 500 feriti, in massima parte paracadutisti, e tali perdite si dimostrarono in seguito del tutto sproporzionate al risultato ottenuto.

#### L'invasione della Jugoslavia

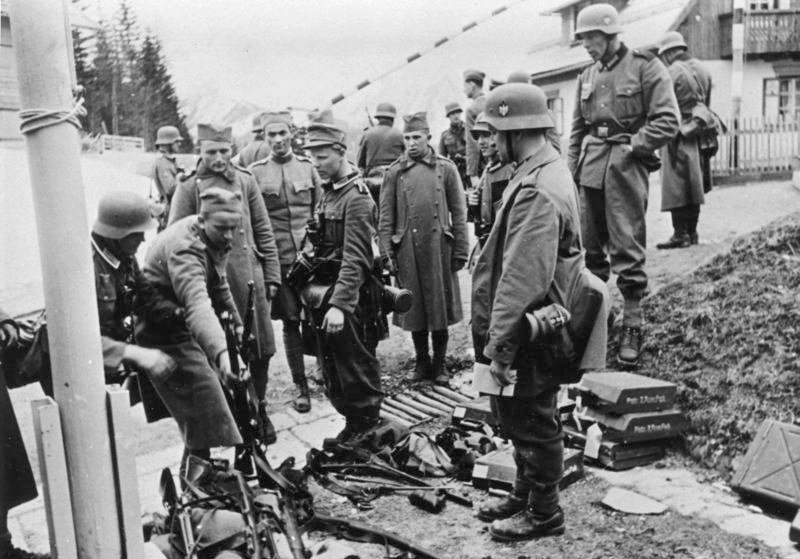
Soldati jugoslavi si arrendono ai tedeschi il 6 aprile 1941

L'adesione della Bulgaria al patto tripartito, avvenuta il 1º marzo 1941, consentì al Paese balcanico l'accesso al mar Egeo e parimenti consentì ai tedeschi di schierare le proprie truppe, destinate all'invasione della Grecia, sul suo territorio. Ma il patto di non aggressione stipulato con la Turchia provocò le reazioni dell'Unione Sovietica, in merito alla possibilità di violazione della sua zona di sicurezza da parte della Germania. La Jugoslavia, rimasto unico Paese neutrale dell'area balcanica, fu sottoposto a intense pressioni diplomatiche da parte di Hitler, di Winston Churchill e dello stesso Re d'Inghilterra Giorgio VI ma il principe Paolo decise in favore della Germania, comunicando al governo l'adesione della Jugoslavia al patto tripartito il 20 marzo, formalizzandola a Vienna il giorno 25.
La decisione del principe Paolo provocò un'ondata di proteste nel Paese e, il 27 marzo, un colpo di Stato guidato dal generale Dušan Simović, pose sul trono Pietro II di Iugoslavia; il nuovo Governo stipulò un patto di non aggressione con l'Unione Sovietica ma solo il 2 aprile venne comunicato alla Germania la non intenzione di formulare accordi con il Regno Unito, fornendo a Hitler il pretesto per confermare gli ordini diramati il 27 marzo al momento del colpo di Stato, ossia la cosiddetta direttiva 25, che autorizzava lo Stato Maggiore tedesco a elaborare i piani per l'invasione della Jugoslavia, la cosiddetta operazione Marita, posticipando la data di inizio della già pianificata operazione Barbarossa dalla metà di maggio alla fine di giugno.
Il 6 aprile 1941 le truppe tedesche supportate da truppe italiane e ungheresi diedero inizio, dopo un intenso bombardamento su Belgrado, all'invasione della Jugoslavia, o guerra d'aprile, secondo la storiografia jugoslava, che portò allo smembramento del Paese e alla firma di un armistizio in soli undici giorni. Il mancato disarmo di parte dei reparti dell'esercito jugoslavo favorì l'inizio di una sanguinosa resistenza partigiana contro le forze occupanti, e contemporaneamente alimentò una guerra civile tra le diverse fazioni politiche ed etniche presenti nel Paese, e, al termine del conflitto, i partigiani comunisti guidati da Josip Broz Tito emersero come i vincitori.

### La campagna d'Italia
Dopo aver occupato le isole di Lampedusa e Pantelleria (operazione Corkscrew), le truppe britanniche e americane (e, per la prima volta, canadesi) lanciarono il 10 luglio 1943 l'invasione della Sicilia (operazione Husky): dopo una resistenza ostinata, i reparti italo-tedeschi vennero progressivamente respinti verso la punta orientale dell'isola, fino a evacuare da Messina il 17 agosto seguente, lasciando la Sicilia agli Alleati. Lo sbarco sull'isola aggravò la crisi in seno al governo italiano: nella notte del 24 luglio, con il cosiddetto "ordine del giorno Grandi", il Gran Consiglio del Fascismo sfiduciò l'operato di Mussolini, che il giorno seguente fu costretto alle dimissioni da capo del governo su pressione del re Vittorio Emanuele III, arrestato e sostituito con il maresciallo Pietro Badoglio.

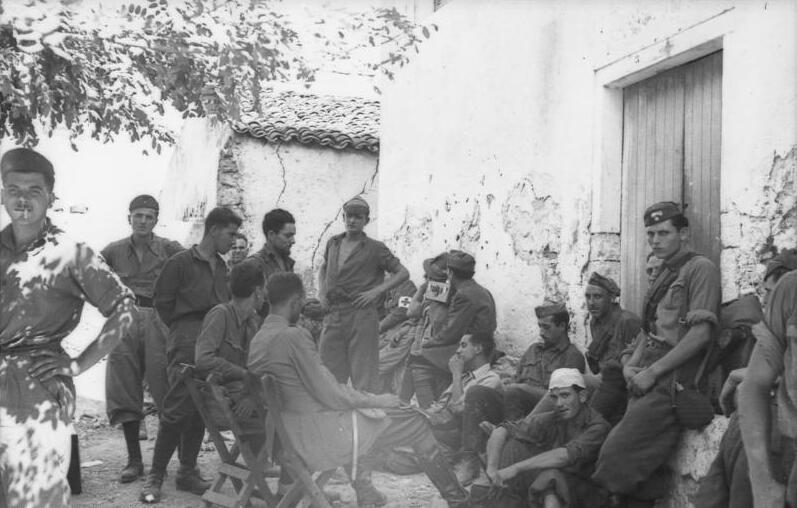
Soldati italiani fatti prigionieri dai tedeschi a Corfù dopo l'armistizio dell'8 settembre

Il nuovo governo Badoglio annunciò l'intenzione di proseguire la guerra a fianco dei tedeschi, ma in segreto avviò trattative diplomatiche con gli Alleati per uscire dal conflitto, trattative culminate con l'armistizio di Cassibile del 3 settembre 1943. L'annuncio dell'avvenuto armistizio fu dato da Badoglio agli italiani la sera dell'8 settembre seguente tramite un proclama alla radio: subito dopo il Re, Badoglio e i vertici delle forze armate abbandonarono la capitale per rifugiarsi nel Sud Italia. L'annuncio dell'armistizio non colse di sorpresa i tedeschi, che da tempo si stavano preparando a un voltafaccia degli italiani: quella stessa sera la Wehrmacht lanciò l'operazione Achse, disarmando e facendo prigionieri i reparti italiani nella penisola, nei Balcani e nella Francia meridionale. Diverse unità italiane si opposero ai tedeschi, ma praticamente prive di ordini dall'alto la loro resistenza fu troppo frammentaria e disorganizzata; Roma stessa fu catturata dai tedeschi il 10 settembre, incontrando solo una resistenza sporadica. Un gran numero di velivoli della Regia Aeronautica riuscì a sfuggire alla cattura trasferendosi negli aeroporti controllati dagli Alleati; lo stesso fece il grosso della squadra da battaglia della Regia Marina, che salpò da La Spezia per consegnarsi, così come volevano le clausole armistiziali, agli Alleati a Malta, anche se durante il trasferimento la corazzata Roma fu affondata al largo dell'Asinara da aerei tedeschi.

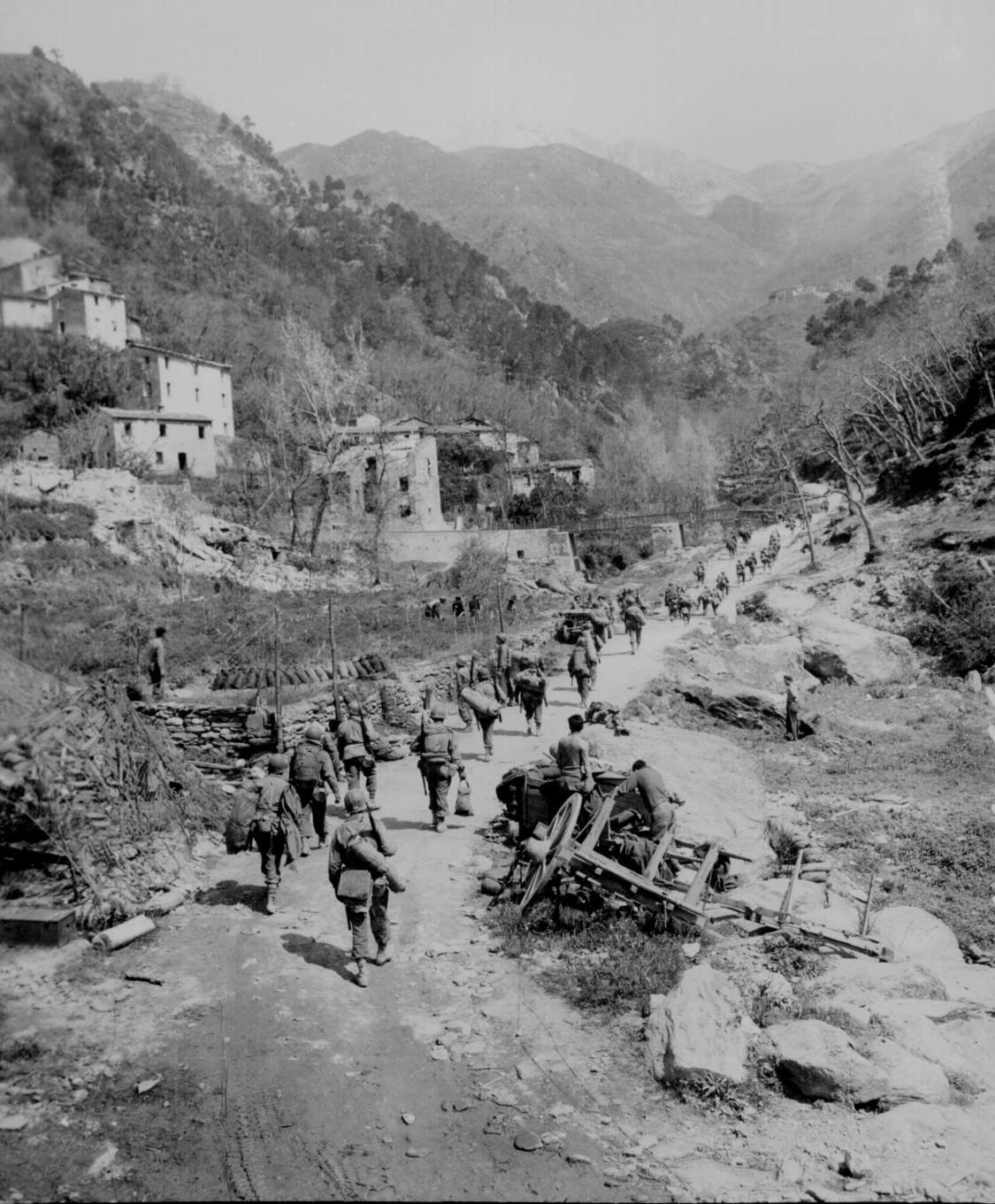
Truppe alleate del 370th Infantry Regiment statunitense avanzano nei pressi di Prato, aprile 1945

Mentre era in corso il disarmo dell'esercito italiano, la mattina del 9 settembre gli Alleati lanciarono l'invasione dell'Italia continentale sbarcando a Salerno (operazione Avalanche) e a Taranto (operazione Slapstick): i reparti del gruppo d'armate C tedesco del generale Kesselring contrattaccarono i reparti americani sbarcati a Salerno, tenendoli inchiodati abbastanza a lungo da permettere un'ordinata ritirata verso nord; la città di Napoli, insorta contro i tedeschi il 27 settembre, fu raggiunta dagli Alleati il 1º ottobre seguente. I reparti di Kesselring ripiegarono quindi sulla Linea Gustav tra il Garigliano e il Sangro: per cinque mesi, da gennaio al maggio del 1944, le forze Alleate tentarono di forzare la linea nei pressi di Cassino, dando luogo a ben quattro battaglie distinte a cui presero parte per la prima volta anche i reparti italiani del Primo Raggruppamento Motorizzato. Un tentativo Alleato di aggirare la linea sbarcando ad Anzio (operazione Shingle) si concluse con una situazione di stallo per la pronta reazione dei reparti del generale Eberhard von Mackensen; solo sul finire di maggio, con un doppio assalto sia sul fronte di Cassino sia su quello di Anzio, gli Alleati furono in grado di forzare la linea Gustav, raggiungendo Roma il 5 giugno e obbligando i tedeschi a ritirarsi fino alla Linea Gotica.

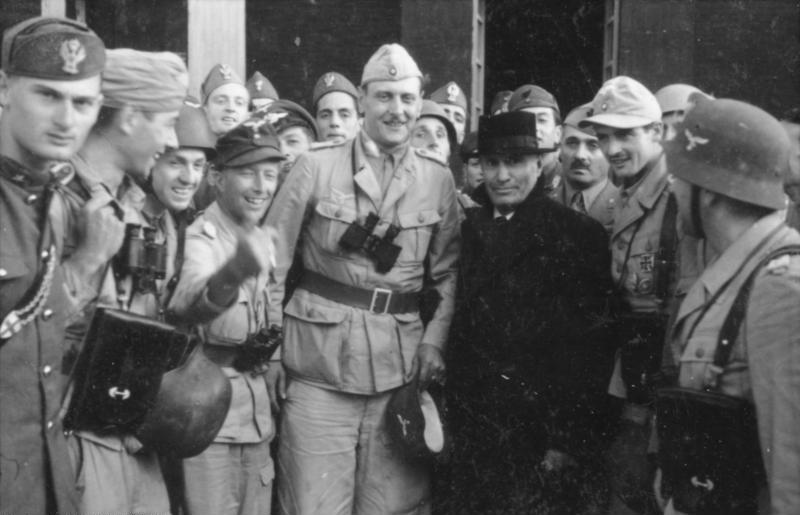
La liberazione di Mussolini, avvenuta il 12 settembre 1943 a Campo Imperatore sul Gran Sasso (alla destra del Duce l'Hauptsturmführer Otto Skorzeny)

Dopo aver liberato Mussolini dalla sua prigionia a Campo Imperatore il 12 settembre, i tedeschi istituirono nel Nord Italia un governo fantoccio, la Repubblica Sociale Italiana (RSI), per amministrate i territori occupati. Le forze armate della RSI furono intensamente impiegate contro il crescente movimento partigiano sviluppatosi nelle regioni settentrionali e centrali della penisola: agendo con tattiche di guerriglia e riforniti di armi ed equipaggiamenti dagli Alleati, i partigiani italiani attaccarono le linee di comunicazione e le retrovie dei tedeschi, danneggiandone lo sforzo militare. Reparti italiani combatterono anche in prima linea, sia a fianco dei tedeschi (come il battaglione Barbarigo, impiegato ad Anzio e poi contro i partigiani jugoslavi in Friuli) sia a fianco degli Alleati (come il Corpo Italiano di Liberazione, impiegato sul fronte dell'Adriatico insieme ai reparti dell'8ª armata britannica).
A partire dall'agosto del 1944 il fronte rimase pressoché stazionario lungo l'ultima linea di difesa tedesca, la Linea Gotica; l'interesse degli Alleati si era ormai spostato verso la Francia, e quello italiano era divenuto un fronte secondario. Nel settembre del 1944 i britannici tentarono un'offensiva sul lato orientale della Gotica (operazione Olive), ma a dispetto di diverse conquiste territoriali il fronte non venne rotto. L'offensiva finale Alleata sul fronte italiano iniziò solo il 6 aprile 1945: le truppe americane ruppero il fronte tedesco davanti a Bologna, mentre i britannici si aprirono la strada attraverso le valli di Comacchio. Il 25 aprile il CLN (massimo organo dirigente del movimento partigiano) diede l'ordine di insurrezione generale per tutto il Nord Italia: i reparti partigiani si impossessarono di diverse città tra cui Milano, Torino e Genova, mentre i reparti tedeschi tentavano di ritirarsi in Germania. La resa incondizionata delle forze dell'Asse fu firmata il 2 maggio 1945, sancendo la fine ufficiale della seconda guerra mondiale nella penisola; tra le ultime azioni belliche, quello stesso 2 maggio i reparti neozelandesi raggiunsero Trieste quasi contemporaneamente ai partigiani jugoslavi, che pure si macchiarono di gravi crimini contro la popolazione italiana collettivamente conosciuti come "massacri delle foibe".

### La Francia di Vichy e lo sbarco Alleato in Provenza
La Francia dopo l'armistizio rimase in parte occupata dai tedeschi; la parte meridionale rimase quasi completamente sotto il controllo del governo di Pétain, con capitale Vichy e la flotta bloccata a Tolone e sorvegliata da vicino da tedeschi e italiani. Dopo lo sbarco in Nordafrica le forze dell'Asse tentarono di impossessarsi della flotta, ma il piano di autoaffondamento francese funzionò quasi integralmente, e italiani e tedeschi iniziarono a ripescare le navi senza però risultati pratici ai fini del conflitto. Nel frattempo gli Alleati avevano conseguito il pieno controllo navale e aereo del Mediterraneo, del quale si avvalsero per lo sbarco in Provenza, nonostante l'imponente linea difensiva tedesca del vallo Mediterraneo, dopo il quale le forze Alleate risalirono rapidamente la Francia ricongiungendosi con le forze sbarcate in Normandia.

### La campagna del Dodecaneso
La campagna del Dodecaneso fu la serie di eventi bellici che portò le truppe anglo-italiane stanziate nel Dodecaneso, allora territorio italiano prossimo alla Turchia, ad arrendersi alle truppe tedesche (in alcuni casi ci furono aspri combattimenti come a Lero) e successivamente all'annessione di esso alla Grecia nell'ambito delle riparazioni di guerra. La mancanza di informazioni e l'esiguità degli ordini ricevuti dopo l'8 settembre 1943 posero Inigo Campioni, governatore del Dodecaneso, delle Cicladi e delle Sporadi settentrionali, in una situazione difficile quando la Wehrmacht pretese la sua collaborazione, sotto la minaccia della divisione d'assalto "Rhodos" comandata dal generale Ulrich Kleeman. Sperando in aiuti britannici che non arrivarono mai, Campioni tra vari tentennamenti decise di resistere ai tedeschi, ma, nonostante la superiorità numerica degli italiani, l'11 settembre dovette alzare bandiera bianca e consegnare l'isola di Rodi all'ex alleato.
La battaglia di Lero fu l'evento centrale della campagna del Dodecaneso. Il conflitto iniziò con gli attacchi aerei tedeschi del 26 settembre e culminò con gli sbarchi del 12 novembre, fino alla capitolazione delle forze anglo-italiane quattro giorni più tardi. Nel 1942 il contrammiraglio Luigi Mascherpa venne incaricato del comando della base militare italiana presente nell'isola, che ospitava un cacciatorpediniere, alcuni MAS e 24 batterie di artiglieria costiera e antiaerea. Sull'isola era presente inoltre un aeroporto. Il tutto era presidiato da circa 8 000 uomini, in prevalenza marinai e soldati del 10º Reggimento della 50ª Divisione fanteria "Regina", il cui grosso delle truppe era capitolato a Rodi.
Dopo il proclama Badoglio dell'8 settembre 1943 annunciante l'armistizio italiano, il contrammiraglio Mascherpa rifiutò la resa alle truppe tedesche e, con l'aiuto di un distaccamento di 3 000 o 4 000 militari britannici comandati in un secondo momento dal generale Robert Tilney, organizzò la resistenza. Tra le unità impegnate dai tedeschi, figurarono varie truppe speciali facenti parte della divisione Brandenburg e alcuni Fallschirmjäger (paracadutisti). Le truppe rimaste furono disarmate e i più fortunati vennero inviati in campi di prigionia in Germania, ma un cospicuo numero morì durante l'affondamento delle navi che li trasportavano a causa di siluri o mine; una parte della guarnigione, presente sulle isole minori, riuscì a fuggire in Turchia dove venne internata fino alla fine della guerra. Campioni, che si era rifiutato di ordinare la resa alle altre isole da lui dipendenti, fu trasferito in Germania e quindi a Parma, dove venne processato da un tribunale della Repubblica Sociale Italiana e fucilato il 24 maggio 1944.

## Bilancio finale
Le ostilità in Europa si conclusero prima di quelle in Estremo Oriente, con la capitolazione delle forze dell'Asse e l'abbattimento di tutti i regimi a esso collegati, in Italia, Germania, Jugoslavia e Francia; una parte delle truppe Alleate furono inviate nel Pacifico per proseguire la guerra contro il Giappone, mentre un'altra parte venne disposta per fronteggiare quello che sarebbe diventato a breve il nuovo nemico, l'Unione Sovietica.
L'Italia venne obbligata a cedere il Dodecaneso alla Grecia, parte della Venezia Giulia alla neonata Repubblica Socialista Federale di Jugoslavia e Briga e Tenda alla Francia; fu altresì riconosciuta l'indipendenza dell'Albania, ora guidata dal primo ministro Enver Hoxha, e siglata la rinuncia all'impero coloniale. L'area di Trieste e Capodistria venne divisa in due zone, una amministrata dagli angloamericani e l'altra dagli jugoslavi. La zona A del Territorio Libero di Trieste tornerà in pieno possesso italiano solamente nel 1954.
La già citata Repubblica Socialista Federale di Jugoslavia, sebbene si fosse liberata senza un intervento diretto delle forze degli Alleati Occidentali, che avevano tuttavia sostenuto con aviorifornimenti la lotta partigiana, alla quale avevano contribuito, dopo l'8 settembre 1943, anche formazioni irregolari italiane, si fece promotrice del cosiddetto "movimento dei paesi non allineati", ossia le nazioni che non intendevano fare parte dei diversi blocchi, e iniziarono attriti alla frontiera con l'Italia per il Territorio Libero di Trieste. In Grecia la monarchia riprese il potere ma dovette contrastare un forte movimento di guerriglia da parte di movimenti di matrice comunista come l'ELAS; l'Egitto ebbe analoghi problemi, uniti a quello dell'occupazione francese e britannica per lo sfruttamento del canale di Suez, mentre in Libia venne instaurata una monarchia costituzionale sotto Idris I di Libia, che aveva cooperato con gli Alleati durante la guerra.